# 花火

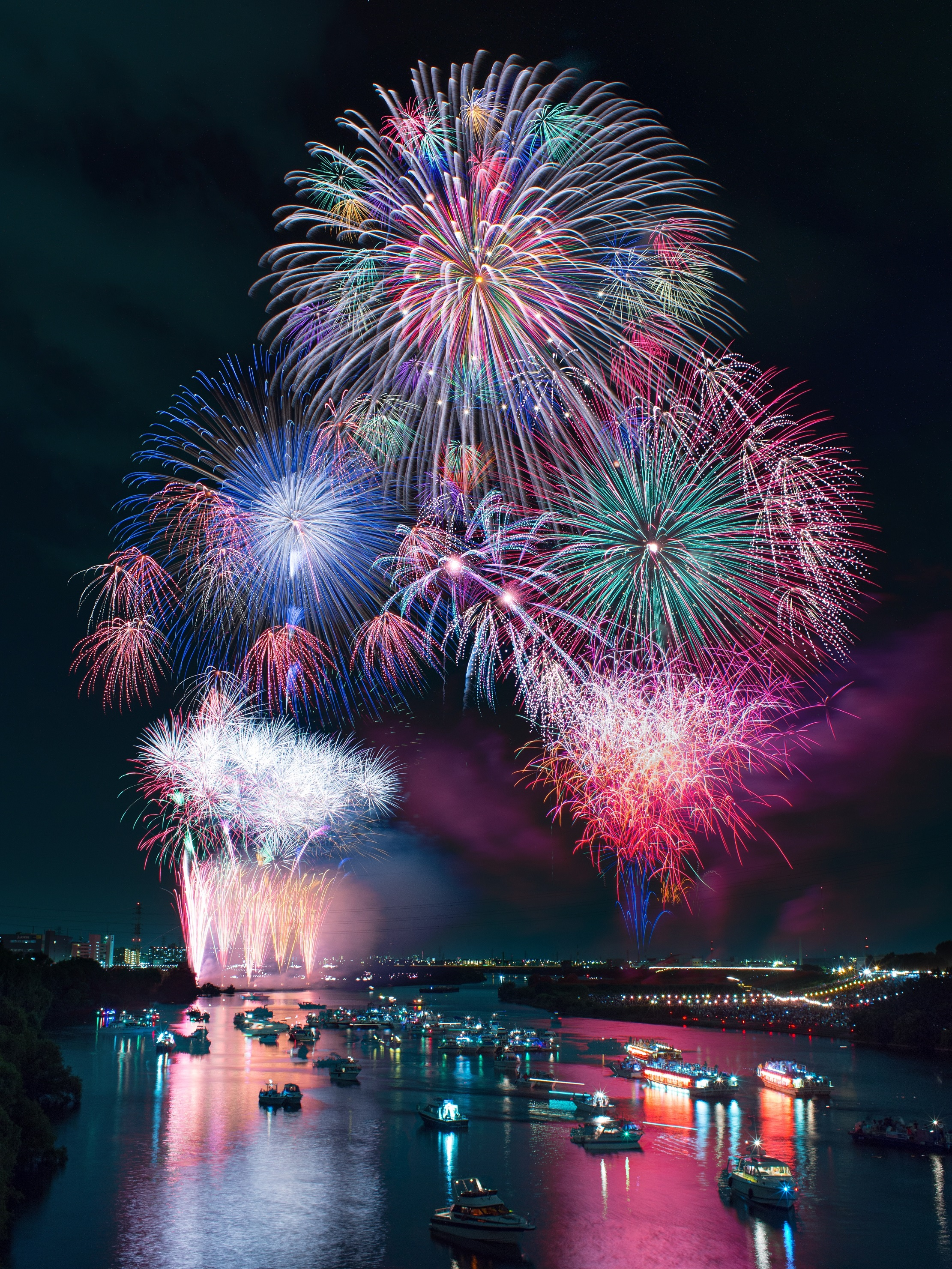
いたばし花火大会

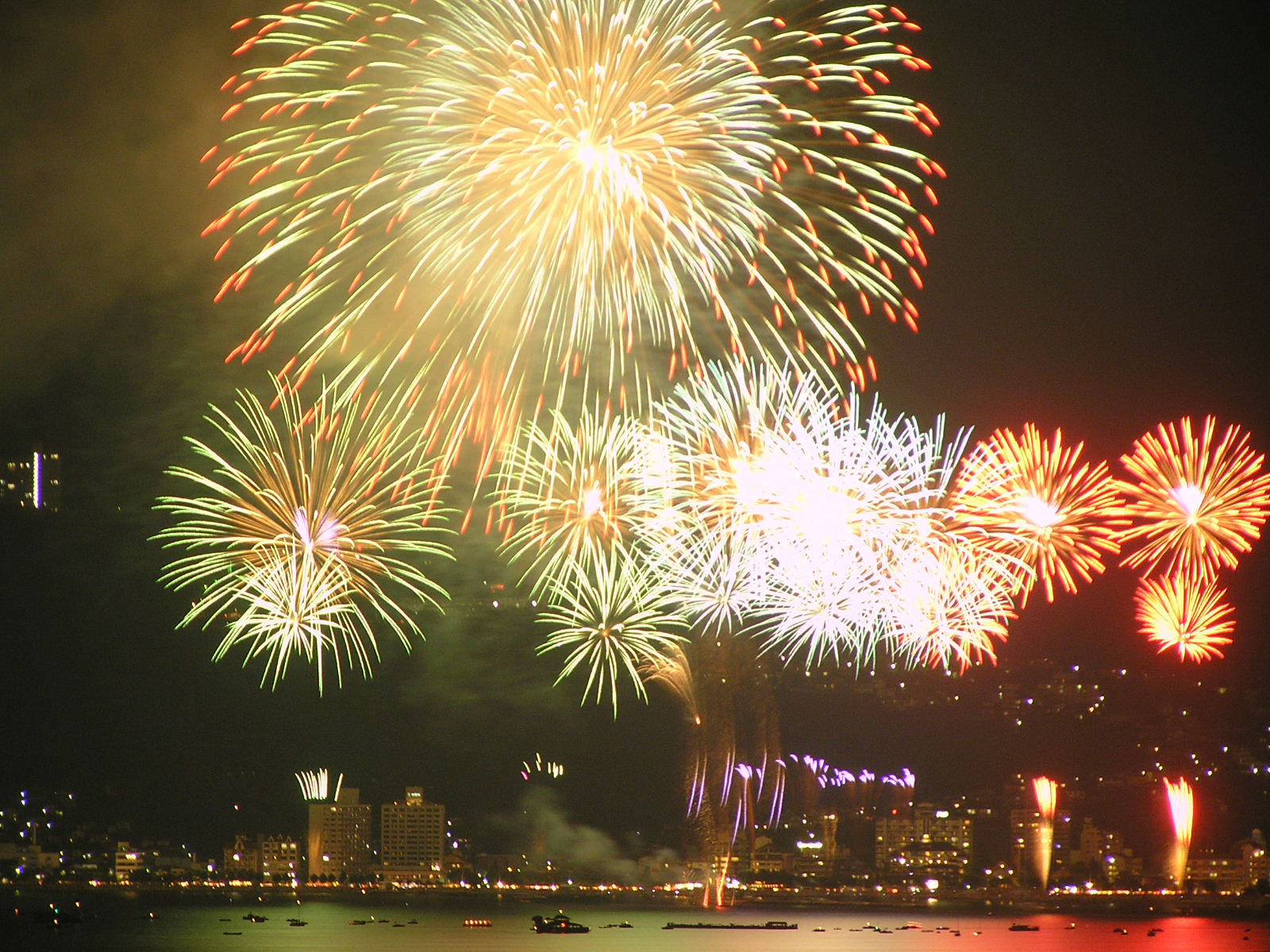
諏訪湖祭湖上花火大会

花火（はなび、煙火）は、火薬と金属の粉末を混ぜて包んだもので、火を付けて、燃焼・破裂時の音や火花の色、形状などを演出するもの。火花に色をつけるために金属の炎色反応を利用しており、混ぜ合わせる金属の種類によって様々な色合いの火花を出すことができる。野外で使用するのが一般的であるが、室内で使用する場合もある。
花火の光・色彩・煙を発生させる火薬の部分を星（ほし）という。多くの場合は火薬が爆発・燃焼した時に飛び散る火の粉の色や形を楽しむが、ロケット花火やへび花火（蛇玉）、パラシュート花火のように、火薬の燃焼以外を楽しむものもある。花火大会のほか、イベントなどの開催を告げるため、また、祝砲の代わりにも使われる。
英語では、fireworksという。近年は「華火」の字を当て字として使用している例も稀にある。

## 花火の種類

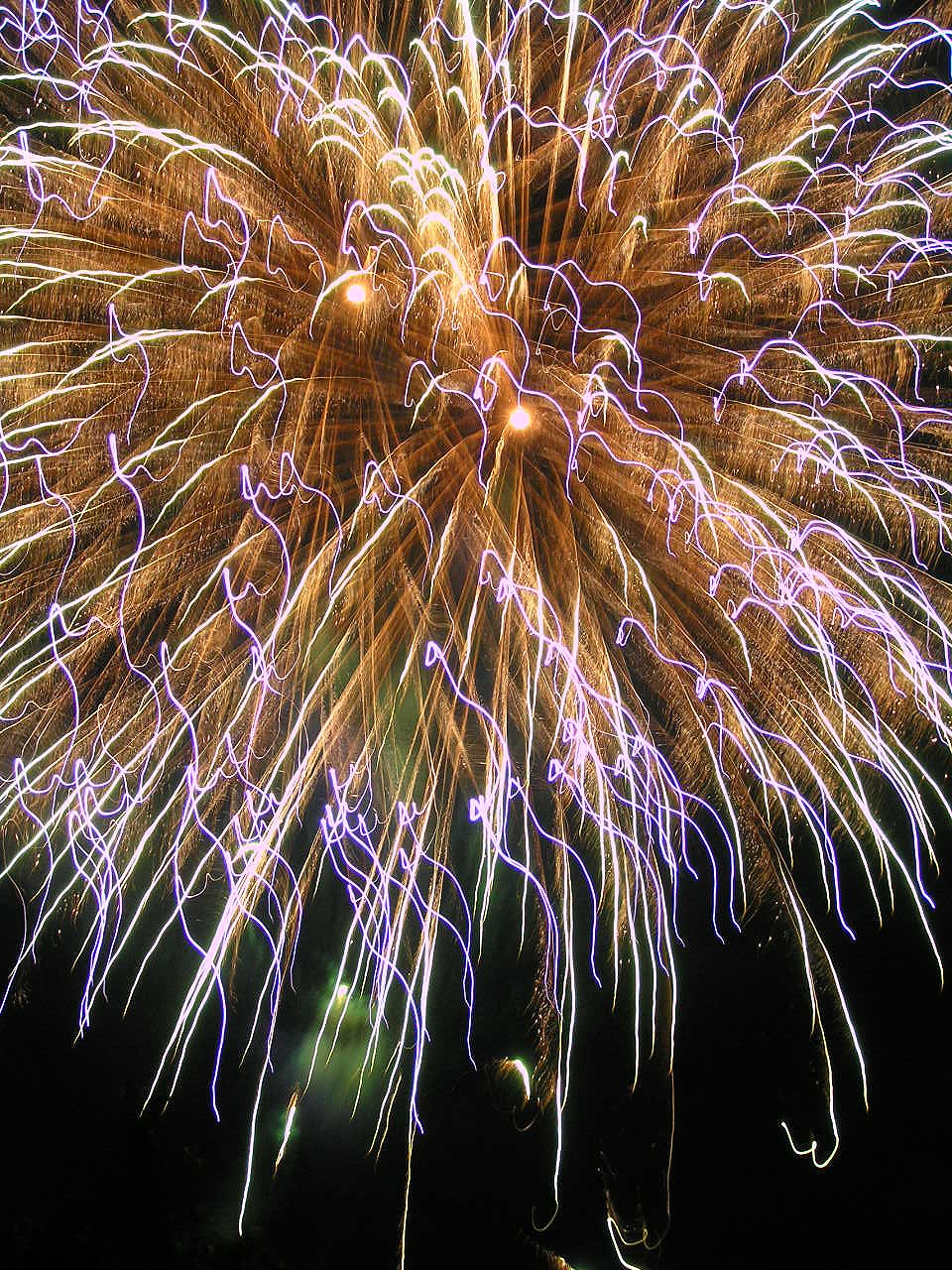
兵庫県滝野町夏祭り

花火（広義の煙火）は、打揚花火や仕掛花火など「がん具煙火以外の煙火」と「がん具煙火」に大別できる。
- がん具煙火以外の煙火
  - 信号又は観賞用の煙火
    - 打揚煙火（打上花火、打揚花火）
    - 仕掛煙火（仕掛花火）

  - その他の煙火
競技用紙雷管、発煙筒、照明筒、鳥獣駆逐用煙火などが分類される[5]。
- がん具煙火（おもちゃ花火）
なお、日本では、がん具として用いられる煙火のほか、発煙火工品や自動車保安炎筒（発炎筒）など法令の適用上がん具に指定されている煙火もこれに分類する[6][5]。

### 消費方法による分類
信号又は観賞用の煙火は消費方法によって打揚煙火（打上花火、打揚花火）と仕掛煙火（仕掛花火）に分類される。

#### 打上花火（打揚花火）

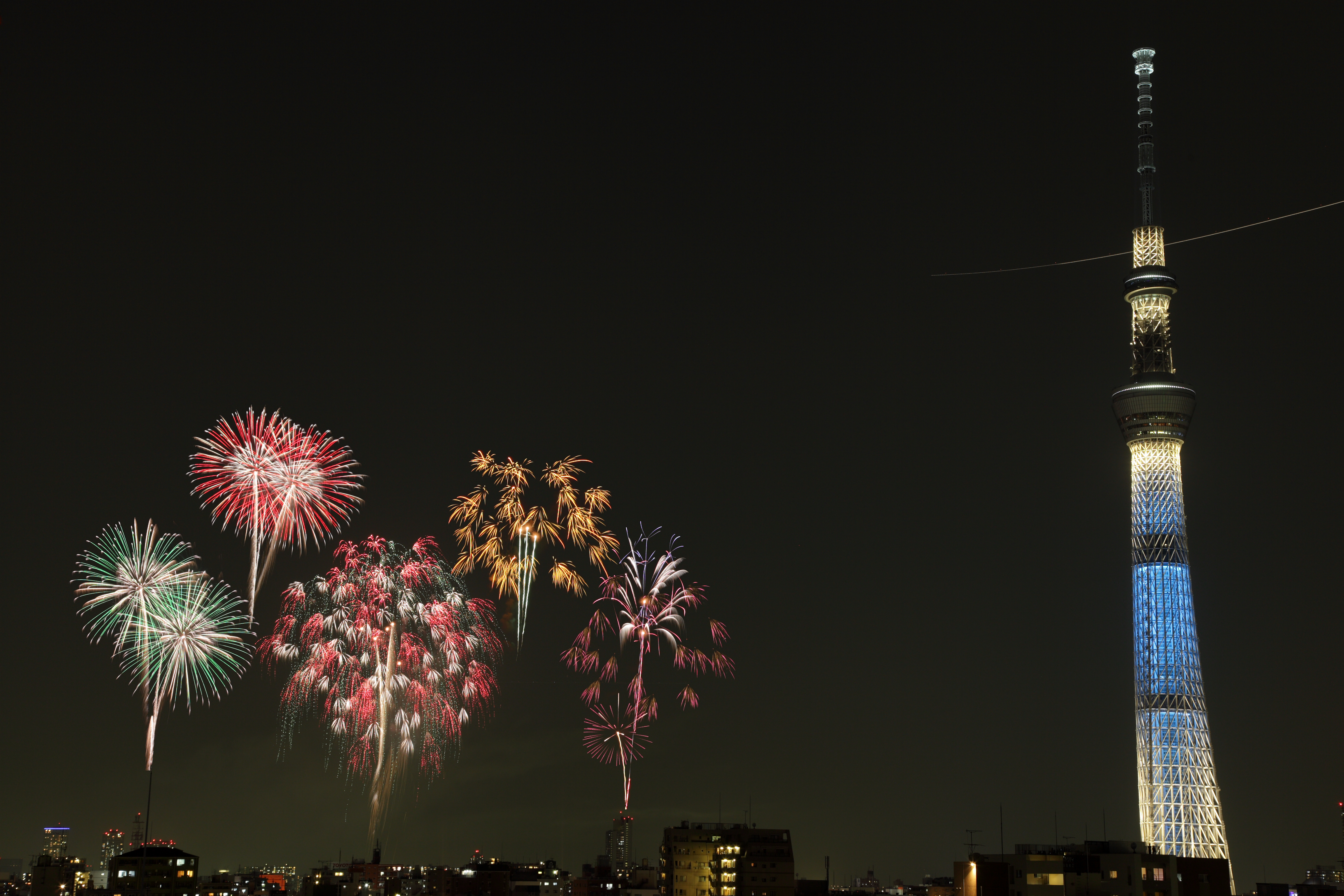
隅田川花火大会

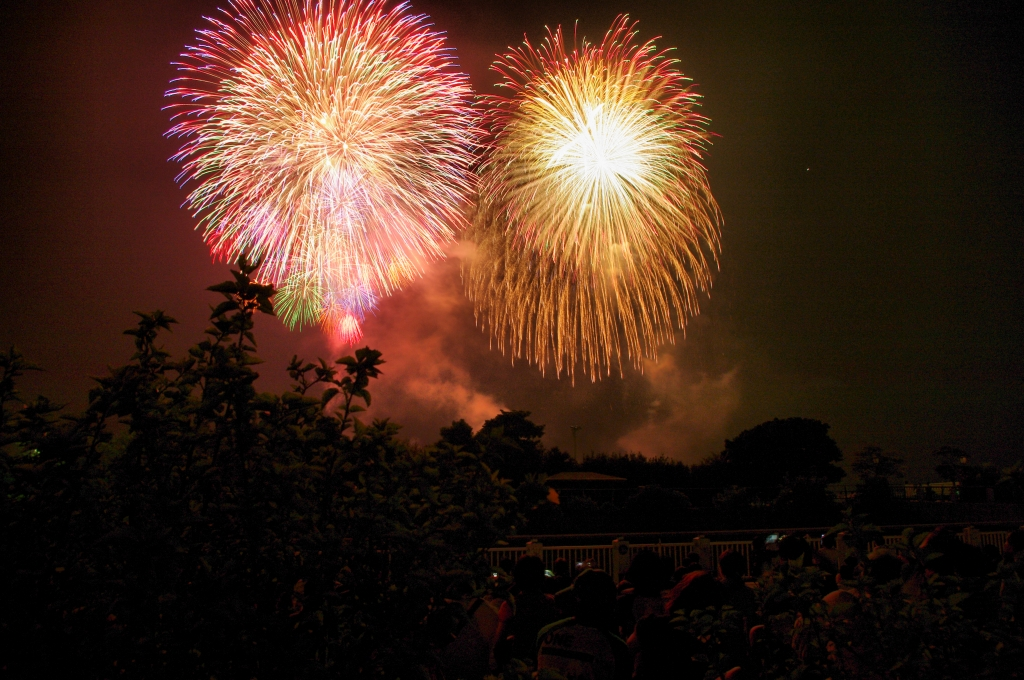
鹿児島市、かごしま錦江湾サマーナイト大花火大会

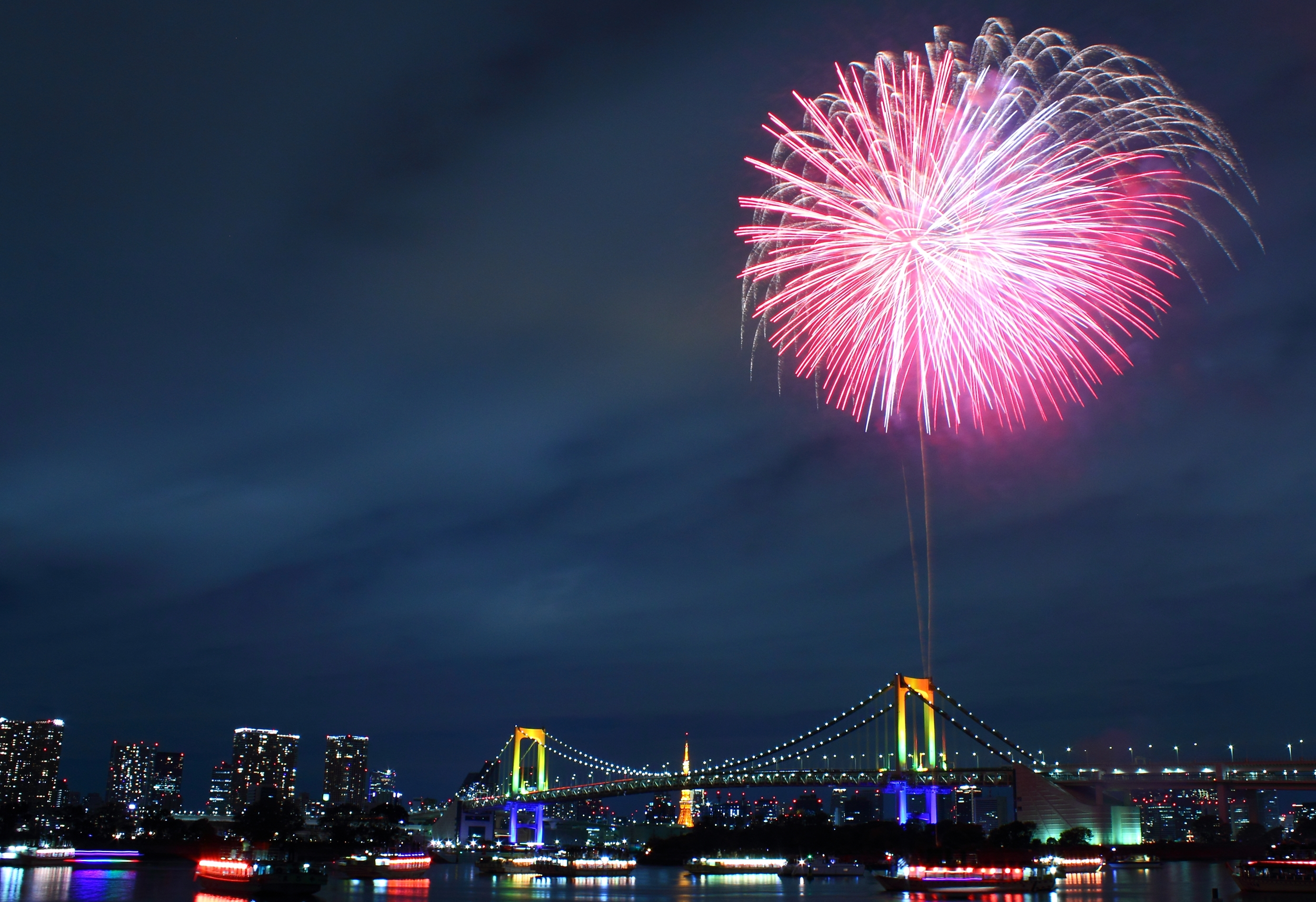
お台場レインボー花火

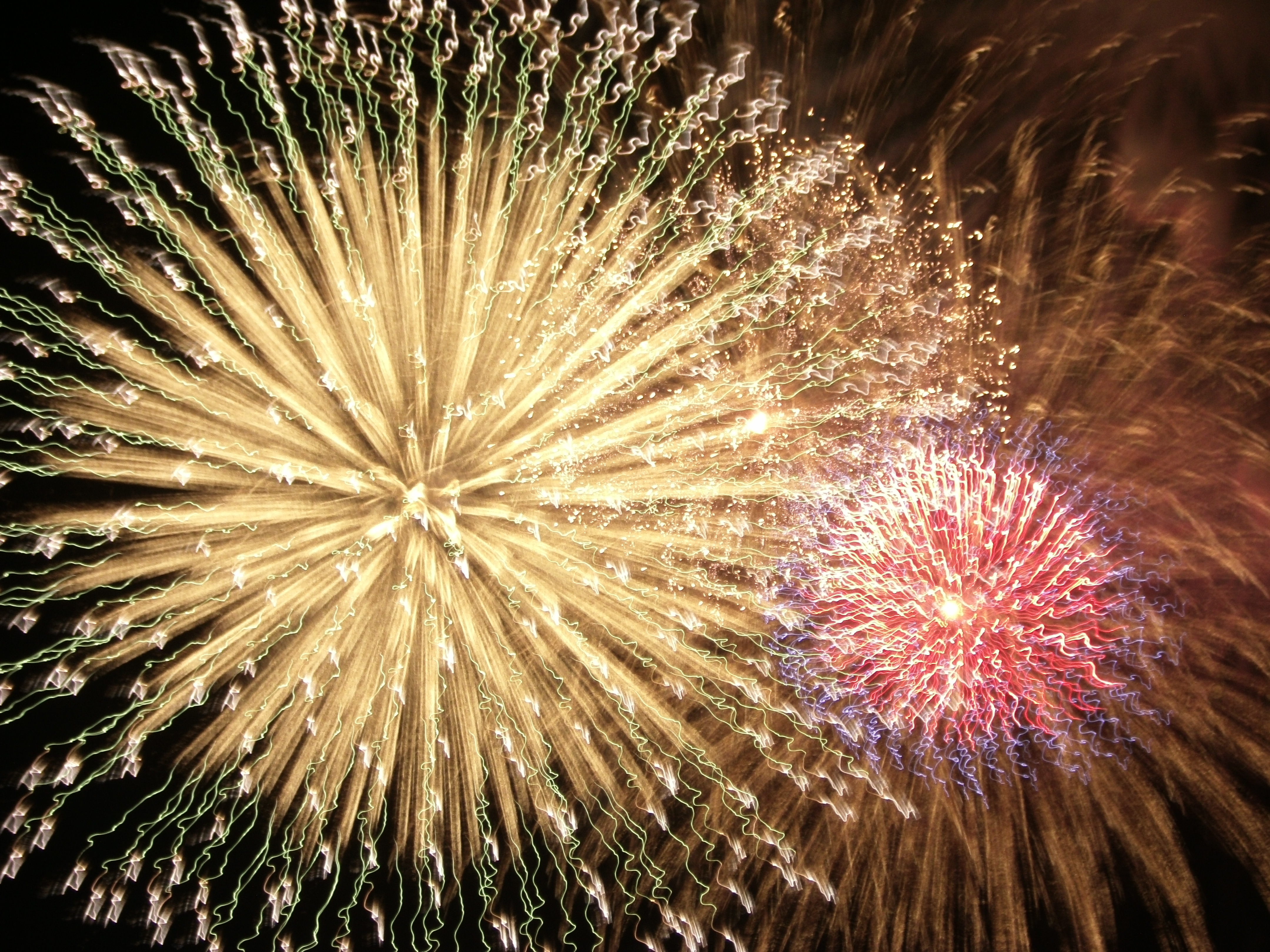
佐倉の花火

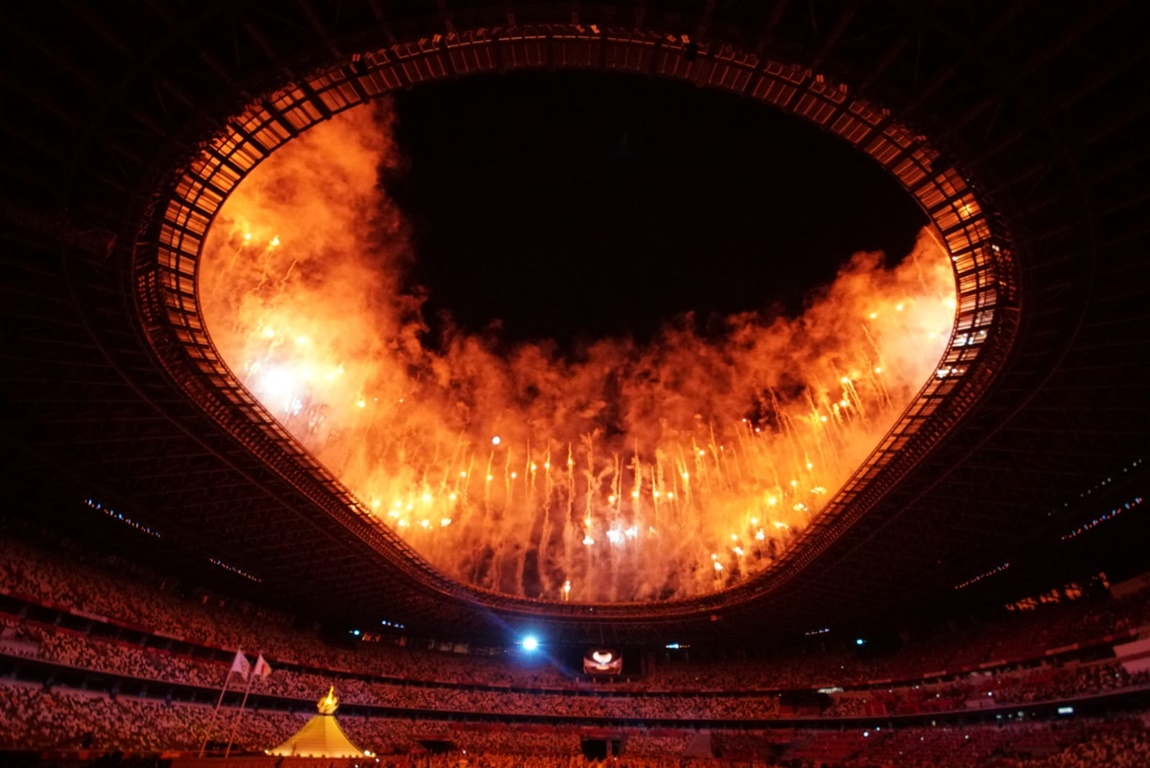
2020年東京オリンピックの開会式で打ち上げられた花火

火薬を球状に成形した「星」を詰めた紙製の球体「玉」（煙火玉）を打ち上げる花火である。上方を向いた円筒の底に発射薬を敷きその上に玉を置き打ち上げに備える。打ち揚げは「投げ込み」と呼ぶ火種を円筒上方の射出口から投げ入れて発射薬に点火する。打ち上げと同時に玉から出ている導火線に引火し、玉は所定の高さまで上昇しながら導火線が燃え玉内部の割火薬に到達し玉が破裂し星に引火・飛散する。玉の大きさ（花火の高さ）によって発射薬の量と導火線の長さが調整・選定される。玉の破裂後、星には光の尾を引きながら燃焼するもの、落下途中で破裂するもの、色が変化するものなど、様々なタイプがある。玉の内部に星を均一に詰めることが重要であるが、詳細な技術は花火師の秘伝とされる。

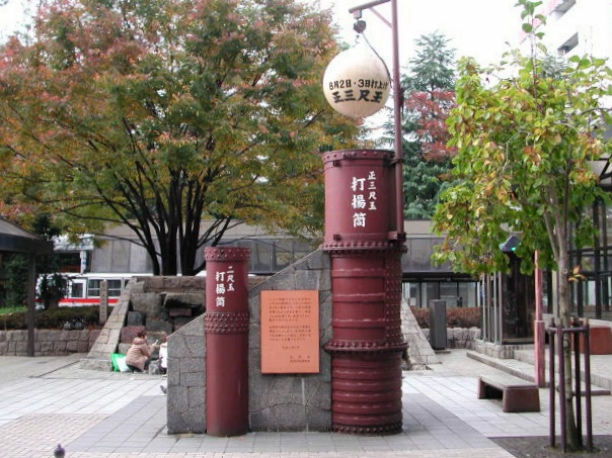
長岡駅前に展示されている花火打ち上げ筒
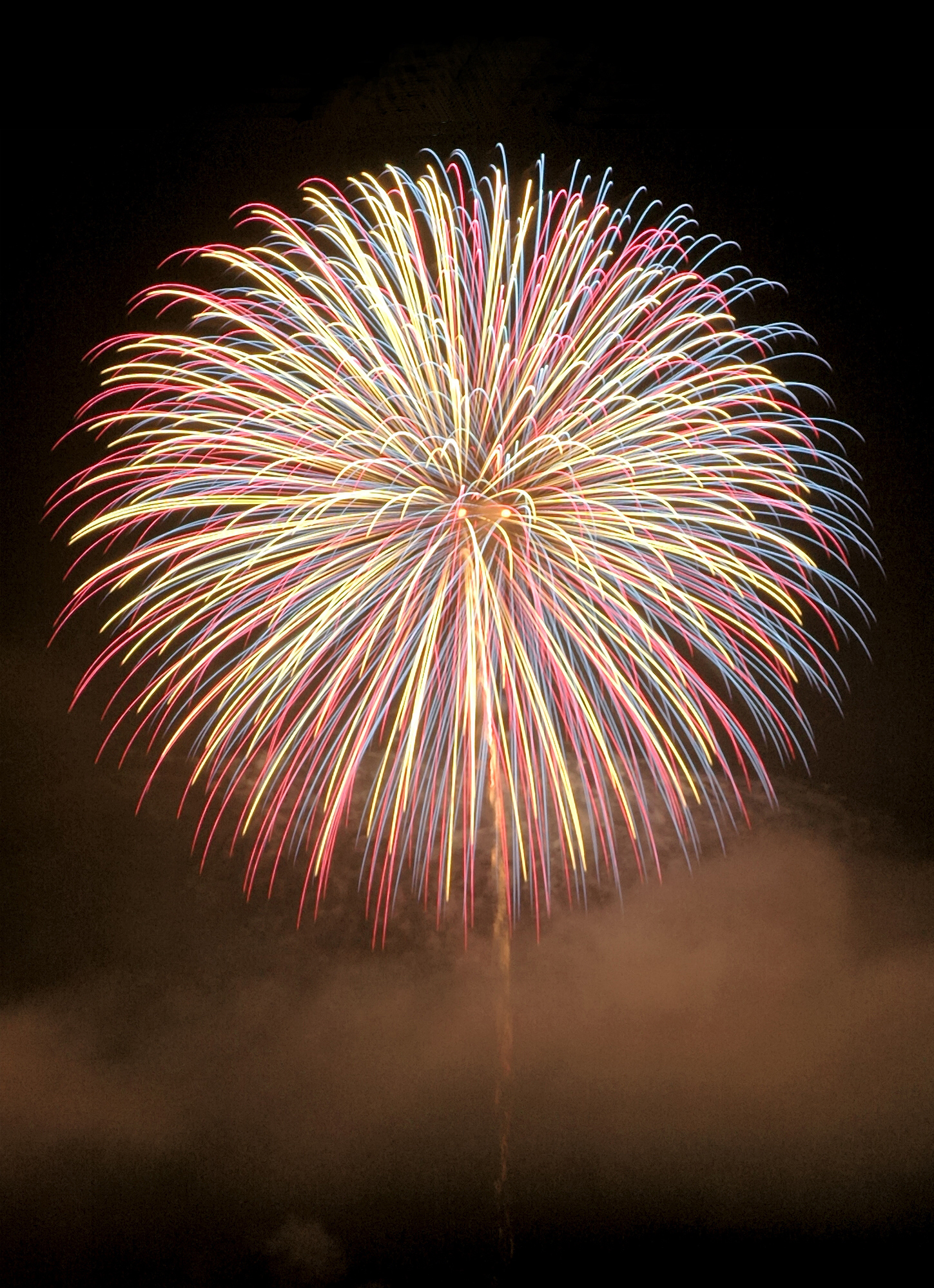
おぢやまつりの花火
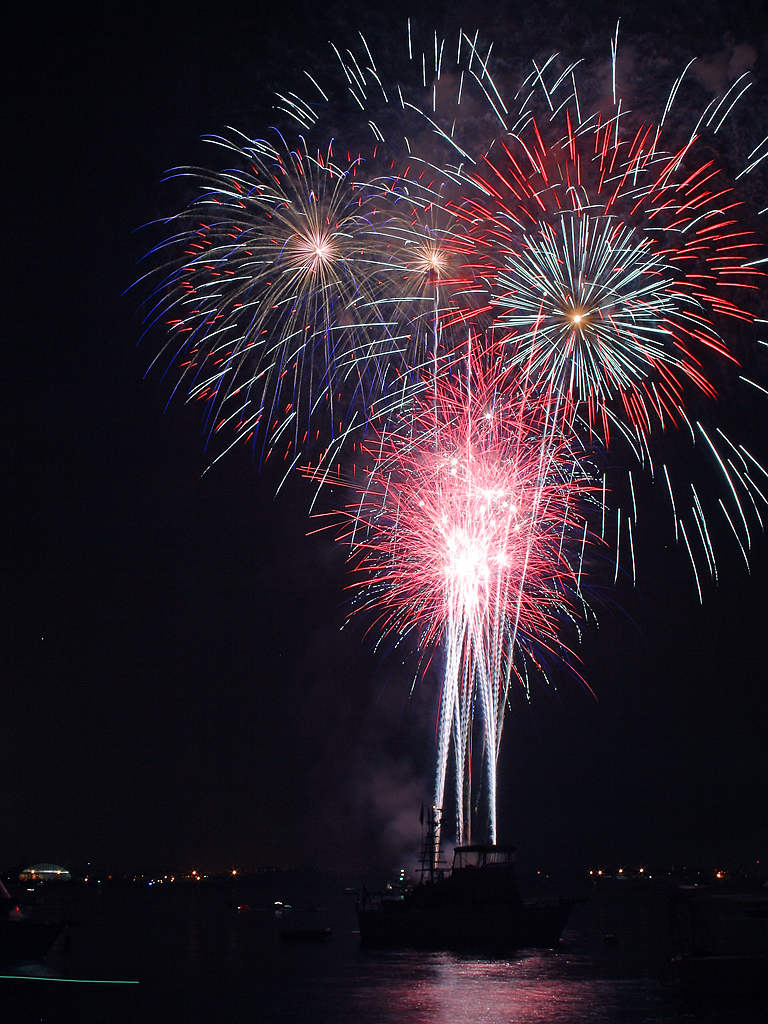
サンディエゴでのアメリカ独立記念日の花火

#### 仕掛花火

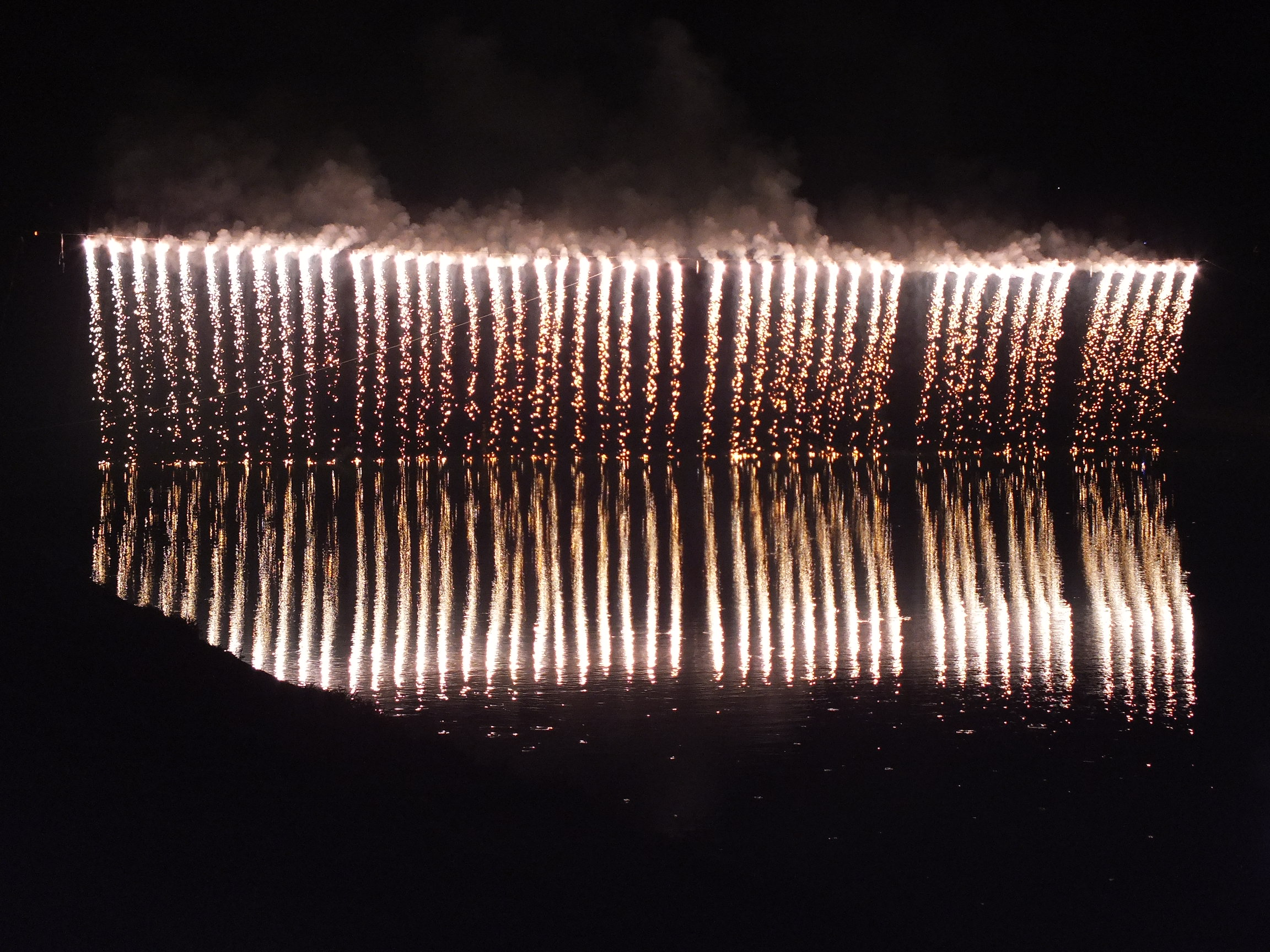
市島川裾祭のナイアガラ（丹波市市島町）竹田川

複数の花火を利用するなど作為的に仕掛けを施した花火。
- スターマイン（速射連発）[5]
煙火玉や、星、笛等を順序よく配置し、速火線で連結し、高速で次々と連続して打ち上げるもの。枠仕掛けの最後に裏打ちとして使用されることもある。主に2号玉（約6cm）から4号玉（約14cm）の玉が用いられる。これらの制御にパソコンや電子式リレーを多用しているものは「デジタルスターマイン」などと呼ぶことがある。
- 枠仕掛[5]
速火線で連結した焔管（えんかん）を、木や鉄パイプ等で文字や絵を型どった枠上に並べて配置し、点火によって焔管が一斉に燃焼することにより、数分程度文字や絵を浮かび上がらせるもの。
- 綱仕掛[5]（ナイアガラ）
速火線で連結した焔管を数から数十メートルに渡り一列に吊し、点火によって焔管から火の粉が一斉に流れ落ちるもの。一部花火大会では2000mに及ぶものも存在する。ナイアガラ滝から。
- 水上仕掛け・水中仕掛（水中花火）[5]
水上・水中仕掛けは水面から打ち上げるので半円形に開き水面の反映も見えるもので[7]、水上仕掛け（水上花火）はあらかじめ船やいかだなどにセットしておいた花火を遠隔操作で点火させるもので多くの花火大会で見られ、水中仕掛（水中花火）は岸や水上の船などで点火した花火を水中に向かって打ち込み水の中で爆発させるもの[8]。
- 立火仕掛[5]
星や火の粉を筒から放出・噴出させるもの[5]。手持ちや抱えたまま噴出させるものは「手筒」という。
- 車花火[5]
円盤等の周りに火薬を詰めた筒を配置し、火薬の噴射推進力により円盤を回転させ、火の粉を円状に噴出させるもの。

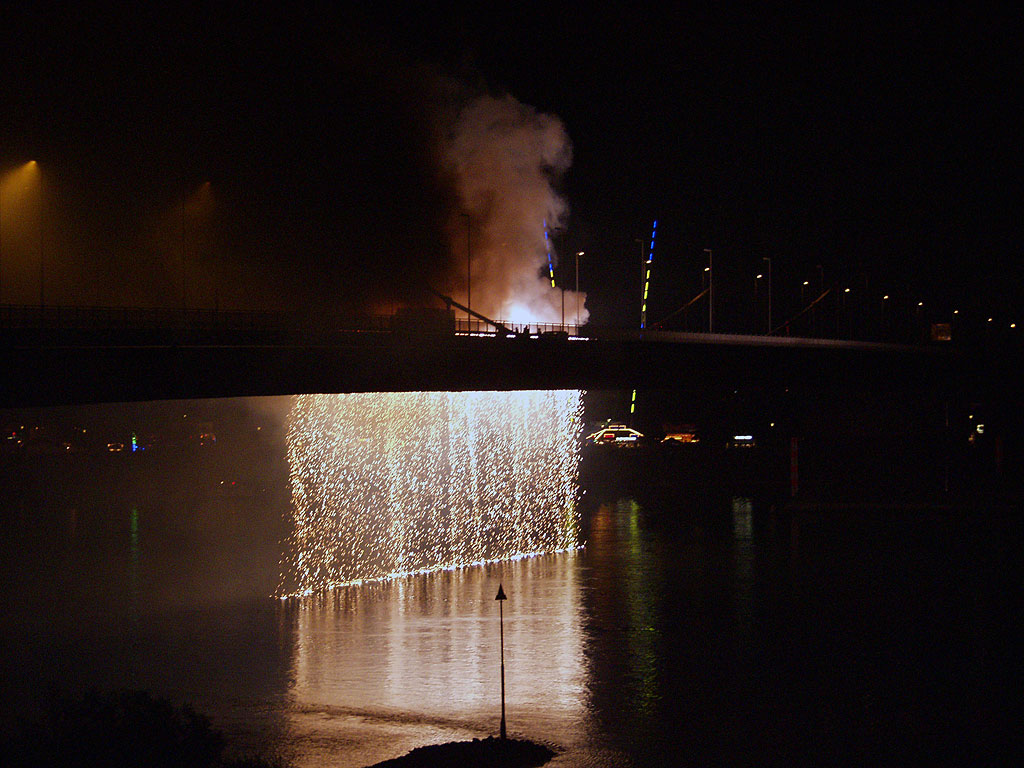
ナイアガラ（綱仕掛） ドイツのデュースブルク市、2004年
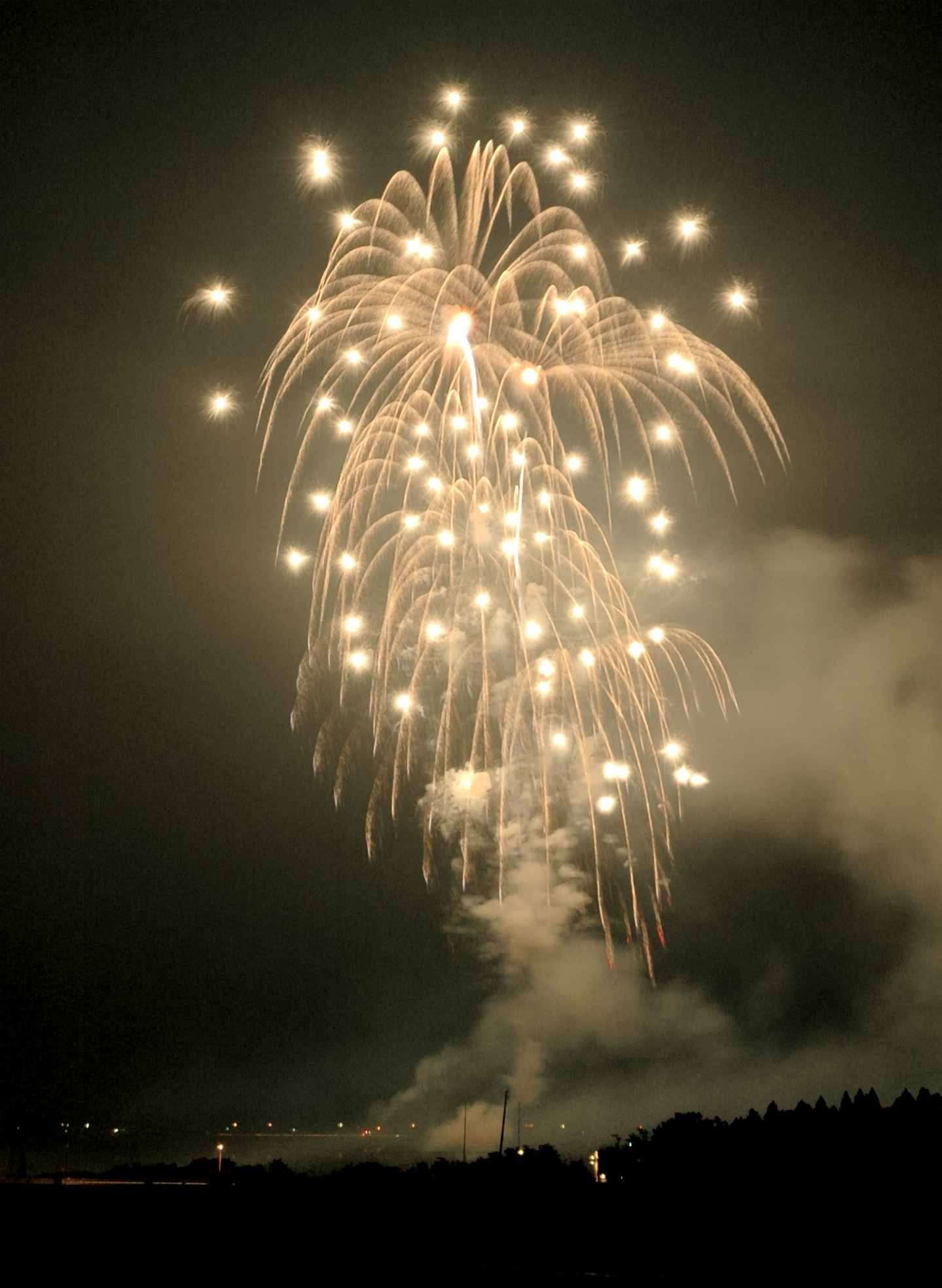
スターマイン
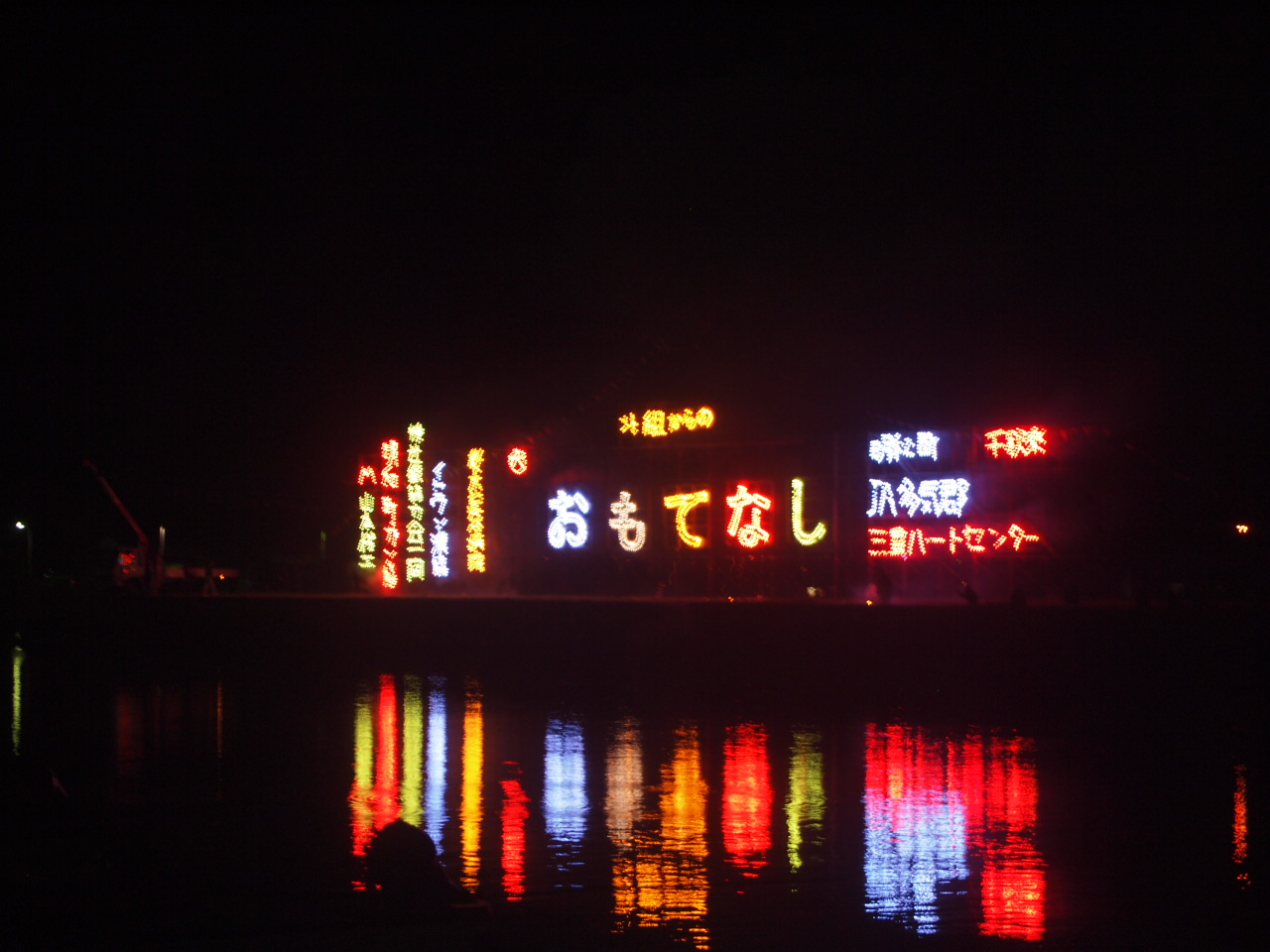
枠仕掛（三重県・大淀祇園祭）
- 水中花火（鎌倉花火大会）

### 構造性能による分類
信号又は観賞用の煙火は構造や性能によって煙火玉（花火玉）と煙火玉以外の煙火に分類される。

#### 煙火玉（花火玉）
打上花火の主流は、打ち上げ時に光が同心円状に広がるものが多く、玉そのものの形も球形をしている。これに対し、初期の花火は打ち揚げても円状にはならず、花火そのものの形も円筒形のものが多かった。円筒形の花火は、球形に比べ、火薬量などを増やすことができ、華やかな光や色を出すことが可能であるが、破裂途中で色の変化をさせることは困難だとされる。かつて、日本の花火も同心円状に広がるものの製造は困難で、一部の武家花火師のみの秘伝とされていたと言われるが、明治期に鍵屋十二代目弥兵衛が技術を取得し、以後、円形の花火が多く作られるようになったとされる。
伝統的に打上花火の「玉」の大きさは寸、尺で表される。直径約6.06cmの二寸玉（2号玉）から直径約60.6cmの二尺玉（20号玉）、さらに三尺玉（30号玉）、四尺玉（40号玉）まである。二尺玉は直径約500m程度、世界最大といわれている四尺玉は直径約800m程度まで広がる。ただし、この号数表記は打ち揚げ筒（内側）の太さであって、実際の花火玉の直径はこれよりも若干小さくなる。具体的には、20号玉の直径は60cmではなく約57cmである。また、最近開発された世界最小の打ち上げ花火は、玉の直径1cm、打ちあげる距離は2m。ただし、まだ開発段階のため、実用化には至っていない。
『世界の果てまでイッテQ!』の企画で、開花時の直径が推定1kmになる花火玉（四尺三寸大千輪）を作り、打ち揚げた。しかし、花火玉自体が重過ぎたために上昇せず水中で爆発、失敗に終わった。
煙火玉（花火玉）は割物とぽか物に分類される。
- 割物
星の部分を割火薬で球状に飛散させ開かせるもの[5][3]。中でも星が菊の花のように尾を引いて広がるものを「菊物」、尾を引かないものを牡丹に喩えて「ボタン物」とよぶ。また、二重の球状に広がるものを「芯物」という。
割物の変形で土星などの形に星が飛散するものを「型物」という。
- ぽか物
空中でくす玉のように割れて部品が飛び出るもの。
  - 音物
俗に「のろし」「合図花火」等と呼ばれているもの。運動会など様々なイベントの開催の合図に使用されている。3回連続で音が鳴る「3段雷」と5回鳴る「5段雷」が主に使われている。
  - 袋物・吊物など
和紙など薄紙で袋状に作った人形や、パラシュートに吊った煙玉・旗などがゆっくりと落ちてくる昼花火。特定条件下以外の打ち上げが禁止されている。「袋物」は花火師の平山甚太が1883年にアメリカで特許を取得しているが、これが日本人がアメリカで取得した初の特許である[9]。

代表的な打上花火である「割物」の鑑賞のポイントとして以下のようなものがある。
- 玉の座りがしっかりしているか。玉が昇りつめた点で開いていることを「玉の座りがしっかりしている」という。きれいに広がるための重要なポイントである。
- 盆が取れているか。星が盆のように真ん丸に見えているか。
- 消え口が揃っているか。星の色が一斉に変化し、一斉に消えているかである。ただし、わざと消え口をずらしている花火もある。
- 星がまんべんなく広がり、歯抜けになっていないか。
- 星の発色が良く、はっきりとした色が出ているか。さらに、星をどのように配色するかは花火師の個性が発揮される重要なポイントである。

煙火玉はスターマインなどの仕掛花火にも用いる。

#### 煙火玉（花火玉）以外の煙火
流星（龍勢）のように星を打ち出すロケット花火や、火の粉等を噴出させる手筒花火などである。

### おもちゃ花火

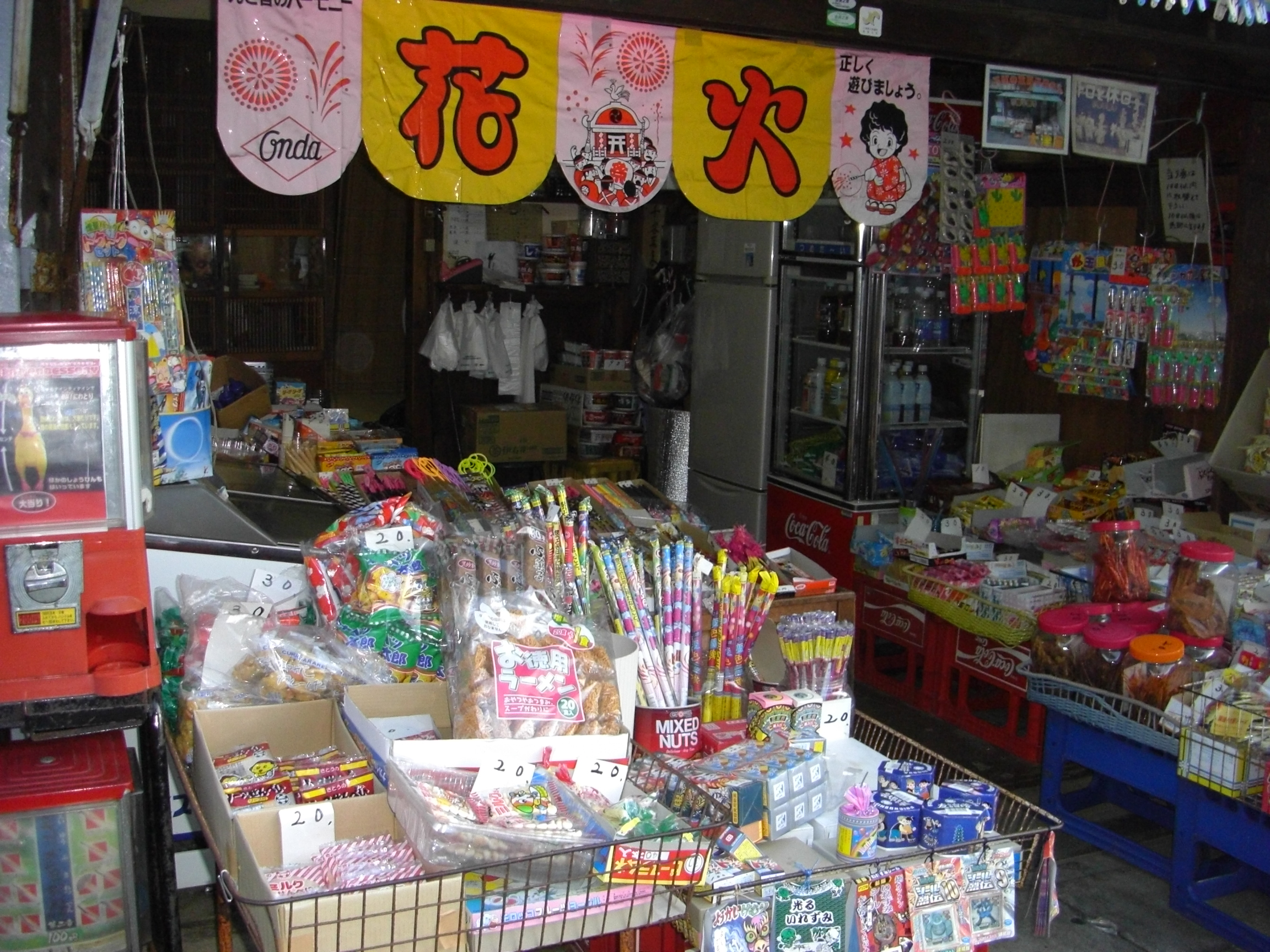
駄菓子屋で売られている玩具花火 （三浦市にて）

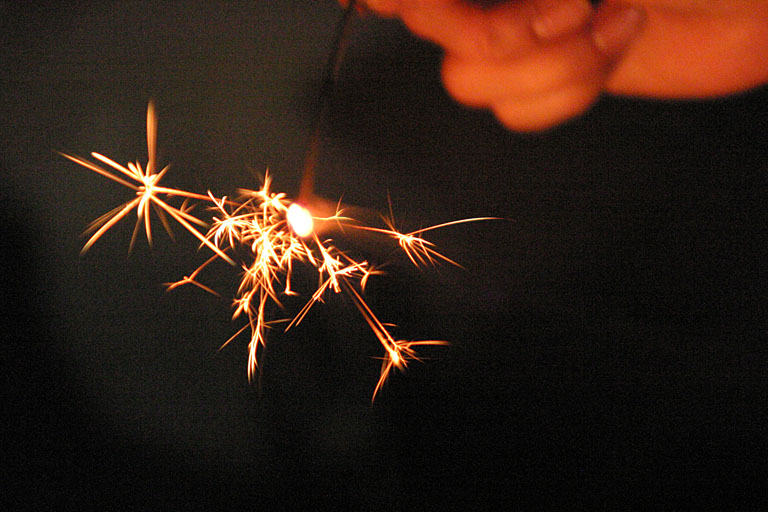
線香花火

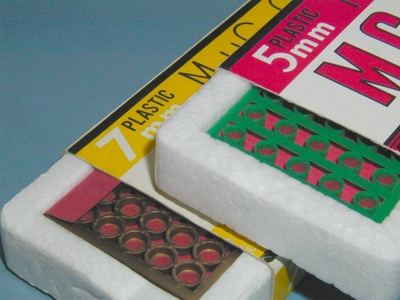
キャップ火薬

かつては玩具花火とも呼ばれたが、日本煙火協会での表記はこちらに統一されている。購入や使用に免許が不要な花火の総称で、線香花火のような手で持つものが代表的なものであるが、小型ではあっても打上花火になっていて、筒状から発射後に上空で破裂するもので多くの種類が存在する。日本では日本煙火協会が出荷品の検査を行っており、合格したものには「SFマーク」がつけられる。
火薬量の制限は、花火の種類により異なるが、最高でも15グラム以下となっている。おもちゃ花火であっても、束ねて使う場合はおもちゃ花火とは見なされず、煙火（届出・免許が必要な花火）としての届出が必要になる。

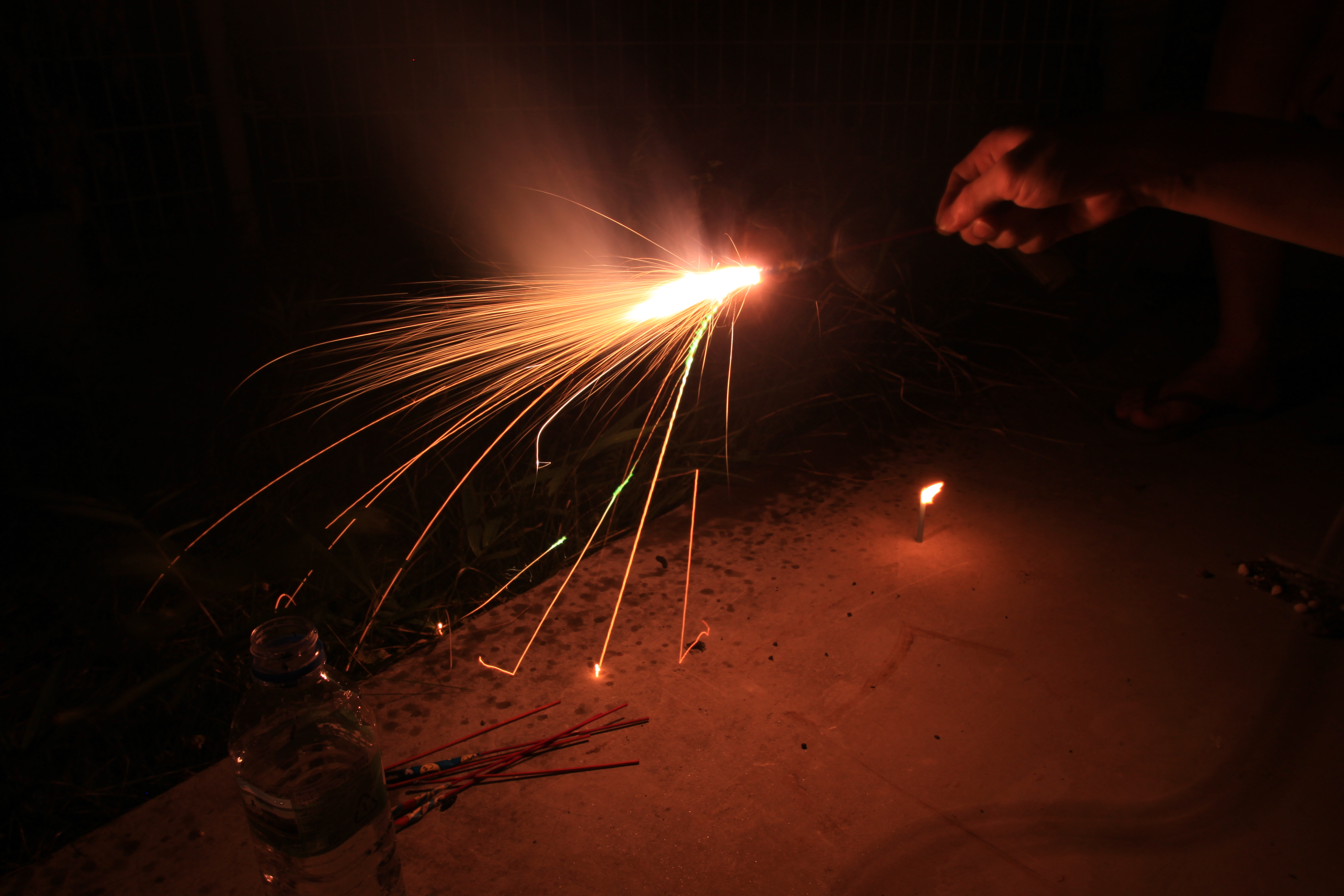
手持ち玩具花火。ホームセンターなどで手軽に入手可能。

おもちゃ屋などで単品で発売されることも多いが、大抵は一つの種類の数本入りから複数種類の花火100本くらいを詰め合わせにしたものが、晩春から初秋にかけてスーパーマーケットやホームセンター、駄菓子屋などで売られている。
帰省や旅行の際、旅先で使うために出発前に購入したり、使い切れなかった花火を自宅に持ち帰ったりすることがあるが、花火を携行して交通機関を利用する場合、持ち込みに禁止や制限があるので注意を要する。航空機を利用して旅行する場合、安全上の理由から少量であっても機内への持込みも受託手荷物の取り扱いも出来ない。列車・バスを利用する場合、少量の持ち込みはできるが、持ち込める量に制限がある。また、宅配便での発送はできない。
ヘビ花火
火薬量5グラム以下。「ヘビ玉（法令上は「へび玉」）」ともいい、地方によって名称の違いあり。色は黒。
後述のネズミ花火と同じく、生物名が付いた花火として知られる。
円形の炭状の火薬に火を点けると煙と共に燃えカスがヘビのような形状に伸びていく構造の花火。普通の花火とは異なり、色鮮やかな色の火花は出ず、煙しか出ない。このため、昼花火の一種に入れられることもある。
ネズミ花火
火薬量1グラム以下。または、火薬量0.9グラム以下かつ爆薬0.1グラム以下。炎を吹き出すタイプのひも状の花火を、円形に組んだもの。1929年創業の筒井時正玩具花火製造所の初代・筒井時正が考案。火を点けて炎が吹き出すと重心に対して回転を与える向きの力がかかるため、地面に置かれた場合、高速に回転してその勢いで地面をはい回る。円形の炎がシュシュッと音を立ててはい回る様がネズミに喩えられたためにこの名がある。最後にパンとはじけるような仕掛けを施されたものが一般的。最近は使い方が分からない人が多く、やけどをする人も珍しくないようである。
コマ花火
ネズミ花火の応用型で、本体が独楽（こま）状になっている。ネズミ花火よりも高速に回転できるため、うなるような音を立てて地面上で回転する。
トンボ花火
コマ花火の応用系。双方向に噴射する本体の花火筒に二枚の紙羽根が付いており、表面を上にして平らな場所に置いて打ち上げる。二か所からの噴射力によって高速回転を行い、風を受けた紙羽根によって揚力を得て高速で錐揉み上昇する。上昇時に二段階で急上昇する特徴がある。日中でも使えるため、昼花火の一種に入れられることもある。
UFO花火
トンボ花火からの派生花火。扇風機の様な小型のフィンがついているため回転と同時にフィンに風を受け上昇する。平らな所に置かないと予想しない方向に飛んだりするので、注意が必要。日中でも使えるものもあり、昼花火の一種に入れられることもある。
線香花火
火薬量は法律によれば0.5グラム以下とされているが、実際には0.06 - 0.08グラム程度である。こよりや細い竹ひごの先端に火薬を付けた花火。日本の夏の情緒を代表する花火である。火を付けると火薬が丸くなり、小さな火花を散らすようになる。燃え方に様々な名前が付いている。現在でも開発が行われている。最も長く安定させて燃えさせるには45度の角度に傾けた方が良いとも言われている。
ロケット花火
火薬量0.5グラム以下かつ爆薬（笛音薬）2グラム以下。打ち揚げ式の花火。瓶などを発射台にする。打ち揚げ後破裂するものと破裂しないもの、曳光の有るもの無いものがある。破裂しない物の場合は打ち揚げ時の大きな音を出すように改良されているものが多い。燃えカスが回収できないという問題があるため、海岸での使用を禁止している自治体も存在する。
こうもり花火
基本的にはロケット花火と変わらないが、コウモリのような羽がついており、真上に急上昇、柄が無いなどの特徴がある。地方によって名称の違いあり。
単発打上げ
火薬量10グラム以下。一般的な打上花火。筒物で数個または1個の星を1回打ち上げる。筒状の容器に火薬を仕込んであるが、一部は業務用の打上花火同様に、球形の丸玉に火薬を仕込んだ製品もある。
連発打上げ
火薬量15グラム以下。「乱玉」とも。筒物（筒の内径1cm以下）で、火を付けると複数の星が間欠的に飛び出す。筒1本あたり、5連発から30連発程度まである。発数が多い製品は、複数の筒が最初から仕込まれていて、総数で70連発程度まで実現している。
パラシュート花火（袋物）
火薬量10グラム以下。打上花火の一種で、昼花火の一種でもある。法令上は単発打上げと同一の扱い。上空で破裂した玉の中に袋が入っており、万国旗やパラシュートが降りてくる仕組み。おもちゃ花火で小さなものが若干生産されている。1931年に細谷火工（創業1906年。1990年にホソヤエンタープライズの名で花火部門が独立）によって製造されたものが始まりとされる。電線にひっかかるなどの障害が生じるため、打ち上げの際には注意が必要。
噴出花火
火薬量15グラム以下。紙製の筒から火花を噴水のように吹き上げるもの。かつて一世を風靡した太田煙火製作所の「ドラゴン」が代表的な製品である。地面に置いて、導火線に点火して使う。手持ち用として小パイプほどの太さに改良されたものもあり、後述のススキに似る。
ススキ（より物）
火薬量10グラム以下。手持ち用。竹ひご・針金などの持ち手に、火花の出る紙製の筒を取り付けた物。「朝顔」など、地方によって名称の違いがある。
銀波（より物）
火薬量10グラム以下。手持ちまたは吊り下げ用。糸に、火花の出る紙製の筒をぶら下げた物。複数個の銀波を、あらかじめ用意した台などに吊り下げて同時に点火することで、擬似的にナイアガラ花火を再現できる。このため、複数個セットが「ナイアガラ」などの名称で市販されている。
スパークラー（ねり物）
火薬量10グラム以下。または、鉄粉を30%以上含んでいる火薬量15グラム以下。手持ち用。竹ひご・針金などの持ち手に、火薬を直接塗り込んだもの。
絵型
火薬量10グラム以下。手持ち用。厚紙製の持ち手に、パイプを取り付け、火薬を詰め込んだもので、パイプの先に点火して使う。パイプはプラスチック製のものが多いが、環境問題から紙製のものも増えている。
爆竹
1本で火薬量1グラム以下かつ爆薬0.05グラム以下。また、20連発以下の制限もある。長さ数センチの小型の花火。多くの場合複数の爆竹が導火線によって結びつけられており連続して爆発するようになっている。花火としての歴史は古く、もっとも古い種類の花火とする説もある。中国系文化圏では、旧正月などを祝うために使われる。別名、ダイナマイト。
クラッカー
爆薬量0.05グラム以下。長さ10cm程度の小型花火。発破同様、音を楽しむ花火であるが発破とは異なり単体で使用する。導火線は無く、代わりに筒の先端に有る火薬が導火線の役目を果たしている。点火後5秒程度で破裂する。
煙花火（煙玉）
火薬量15グラム以下。球体をしたもの（玉の色はさまざま）。花火の一種。火をつけるとその名のとおり煙を吹く。殆どが色の付いた煙を出す。もっぱら花火の使われ方より、その特性から悪戯などに使われるのが非常に多い。地方によって名称の違いあり。
癇癪玉（かんしゃくだま）
爆薬量0.08グラム以下。また、直径1センチメートル以下、総重量1グラム以下の制限もある。踏んだり、物に当てたりすると音がなる。パチンコなどで飛ばすことが多い。クラッカーボールと呼ぶ場合もある。
これを大型化したものが、異常時に線路上にセットし、列車が通過すると爆音を発して緊急停止を促す信号雷管である。
紙火薬
「平玉」は爆薬量0.01グラム以下。また、一粒の直径4.5ミリメートル以下、高さ1ミリメートル以下の制限もある。「巻玉」は爆薬量0.004グラム以下で、なおかつ一粒の直径3.7ミリメートル以下、高さ0.7ミリメートル以下。遊戯銃、あるいは陸上競技のスタート用のピストルなどに使用され、火薬部分に打撃が加わると発火し、火花と破裂音を放つ。小粒な火薬を赤い巻紙に等間隔で配置したものを巻玉火薬、ミシン目の入った赤色または黄色のシートにやや大きめの火薬を配置したものを平玉火薬と呼ぶ。大量にまとめて使われる危険性があるため、後述のキャップ火薬の普及により淘汰されつつある。
キャップ火薬
主に遊戯銃に使用される、プラスチック製のキャップに紙火薬同様の火薬を詰めたもの。過剰装てんなどのおそれがなく、紙火薬より取り扱いが容易かつ発火も確実である。特にモデルガンに使用されるものは、作動を確実にするために厳密に調整されており、価格も高い。種類は、直径5mmと7mmの2種類ある。

## 花火と炎色

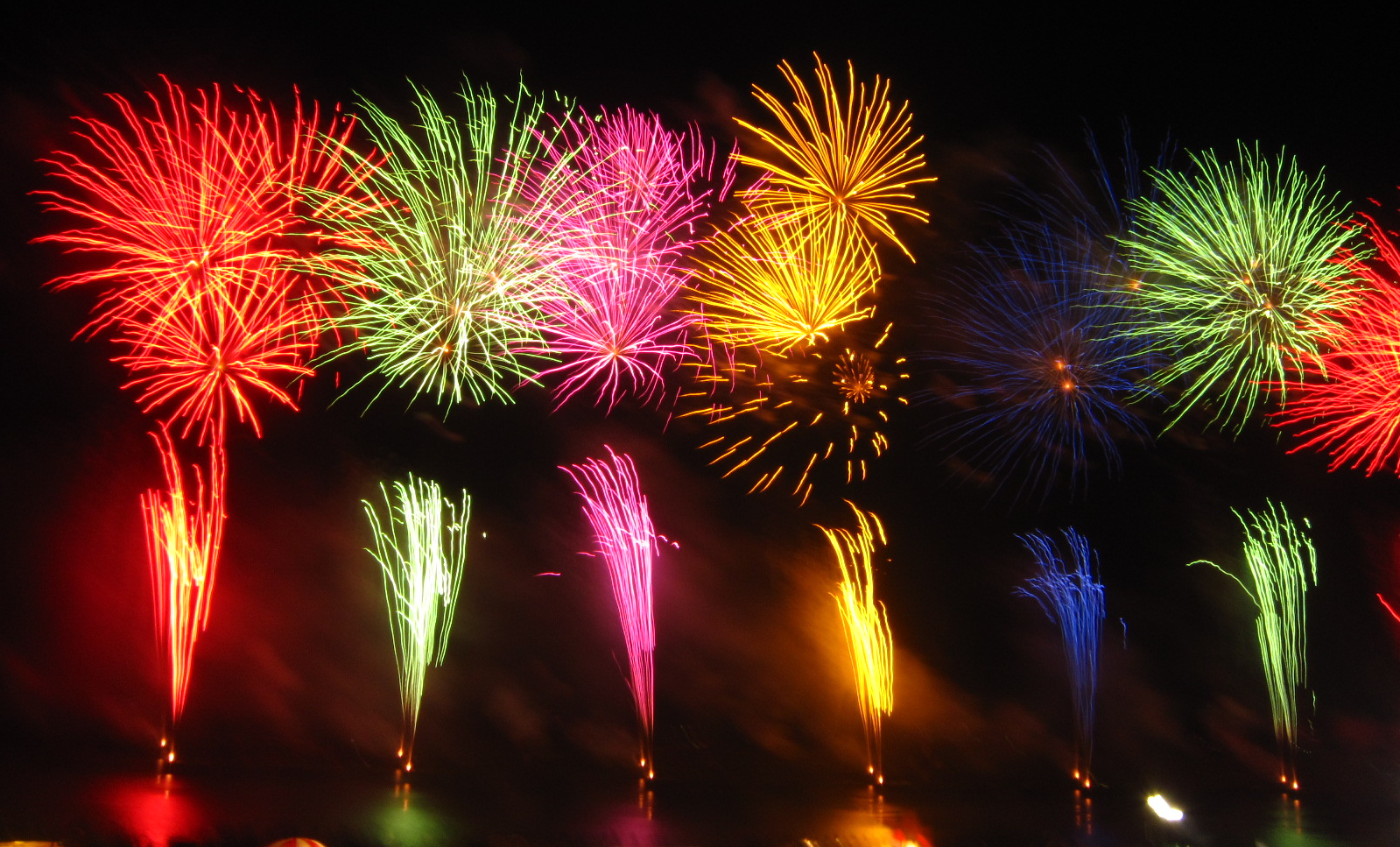
炎色反応を用いて多種多様な色を花火に持たせることができる（第352回筑後川花火大会）

原子を励起した時に電子が外側の軌道に移り、元の軌道に戻る時に放出されるエネルギーに応じた色の光を放出する炎色反応および放射を利用している。添加される元素はアルカリ金属、アルカリ土類金属が多く用いられる。
- 第1族元素（アルカリ金属）
  - リチウム - 深紅色、670 nm
  - ナトリウム - 黄色、588 nm
  - カリウム - 淡紫色、760 nm
- 第2族元素（アルカリ土類金属）
  - カルシウム - 橙赤色
  - ストロンチウム - 深赤色、460 nm
  - バリウム - 黄緑色
- 第11族元素
  - 銅 - 青緑色、510 nm
- 第13族元素（土類金属）
  - ホウ素 - 黄緑色
- 第15族元素
  - リン - 淡青色、リン酸イオンによる反応

## 花火の歴史

### 中国
花火の起源については諸説ある。一般的には花火のルーツは古代中国の狼煙（のろし）とされ、煙による通信手段であり、火薬の技術の発達とともに花火が誕生することとなった。
21世紀の現代において、中華人民共和国は世界の花火生産量の9割を占めると推定されており、最大の輸出国である。「四大花火の里」と呼ばれる地域にメーカーが集積している（江西省万載県・上栗県と湖南省瀏陽市・醴陵市）。

### ヨーロッパ
ヨーロッパに伝わったのは13世紀以降で、初期のものは祝砲の音を大きくしたり、煙に色などがつくようにしたりしたものだったと考えられる。ヨーロッパでの主な生産地はイタリアで、火薬と花火製造が盛んに行われた。
鑑賞用の花火は14世紀、イタリアのフィレンツェに始まるとされ、キリスト教の祝祭で用いられる人形に口から火を吐く仕掛けのために用いられたとされている。
16世紀になるとイングランドで花火の技術が大きく進歩する。1532年、ヘンリー8世は王室軍隊の花火師を徴用するための規則を定め、戴冠式や王室の結婚式、誕生日などでテムズ川で水上花火を楽しんだという記録がある。
さらに17世紀になるとポーランドやスウェーデン、デンマークなどに花火学校が設立され、体系的な知識を有す専門的な花火師集団が形成されていった。イングランドのジェームズ1世はデンマークから技術者を招聘し、娘エリザベスの結婚式を花火で盛大に祝った。また1672年にはウリッジ兵器廠に花火研究所が設立され、1683年には花火に関するテキストが刊行されるなど、花火技術は漸次発展していった。

### 日本

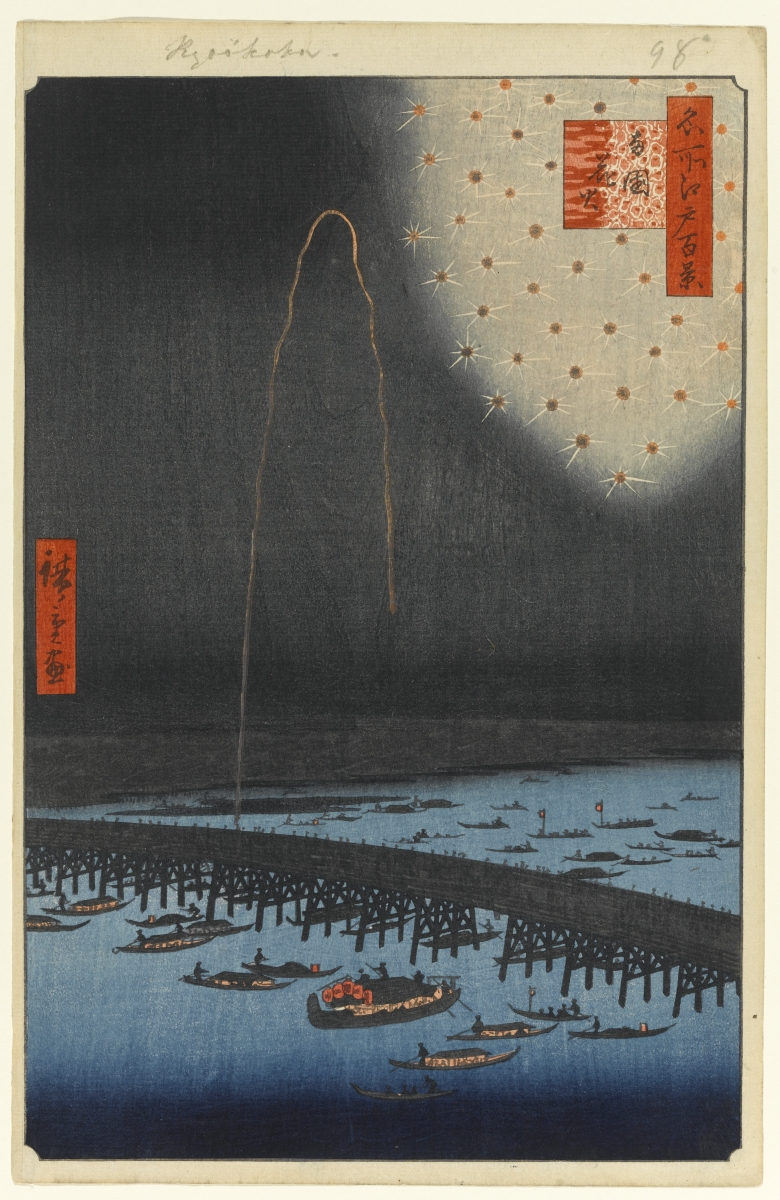
歌川広重『名所江戸百景』に描かれた19世紀中頃の両国花火。

日本における花火の最古の記録としては、室町時代の公家万里小路時房の日記『建内記（建聖院内府記）』1447年5月5日（文安4年3月21日）条に記されている。浄華院における法事の後に境内にて、「唐人」が花火と考えられる「風流事」を行ったという記事が確認されている。そこでは、竹で枠を作り、火で薄や桔梗、仙翁花、水車などの形を表現したもの、火が縄を伝って行き来するといったものや、「鼠」と称し火を付けると「走廻」るもの、手に持って火を付けると空中を「流星」のように飛ぶもの、などが披露されたという。時房は「希代之火術也」と賞賛し、褒美を与えている。
この時代は足利義満の死後途絶えていた日明貿易が足利義教によって再開されており、花火も大陸から持ち込まれていたとも考えられる。
少なくとも戦国時代には鉄砲や火薬とともに鑑賞用の花火が伝来したとされている。まもなく日本でも花火が製造されるようになったとされているが、以後もキリスト教宣教師や「唐人」といった外国人の手による花火の記録が多く見られる。
1582年4月14日（天正10年3月22日）にポルトガル人のイエズス会宣教師が現在の大分県臼杵市にあった聖堂で花火を使用したという記録（『イエズス会日本年報』『フロイス日本史』）は、大友宗麟が花火を活用して聖週間の祭儀をキリシタンを増やすための盛大な公開イベントとしたものである。聖土曜日の夜から翌明け方までの復活徹夜祭では、三つの城楼から花火細工が出て来る仕掛けが、三千もの提燈(教会堂や日本の物語を象った夜高行燈)の行列に豪華さを加えた。さらに数々の花火が「空中で実にさまざまな形となった」ので人々は皆立ち止まって花火見物をした。そして真夜中には教会堂も中庭も広場も立錐の余地もない人込みとなった。
外国人による花火の技術を学び日本でも独自に花火が作られたと考えられるが、その最初はよくわかっていない。1585年に、現在の栃木県栃木市で、皆川山城守と佐竹衆が戦のなぐさみに花火を立てたという説もあるが、戦の最中に当時貴重だった火薬をそのようなことに使うはずがないという主張もされている。
太田牛一著『信長公記』巻十四に見える1581年2月18日（天正9年正月15日）のところに「御爆竹の事」に見える「御爆竹」を花火の爆竹であるとし、安土城下で爆竹（花火の一種）の製作されたと考える説もあるが、これは竹を燃やして音を立てる小正月の催しの一つとして少なくとも鎌倉時代から行なわれているものであり、火薬を使用した花火であったかどうかは即断できない。
ただし、この頃には鉄砲に使用する需要から火薬の大量生産が行なわれるようになって、日本独自の花火の製作も行われていたことであろう。
戦国時代から江戸時代初期にかけて「花火見物」が行われたとする記録としては、伊達政宗が居城の米沢城で、1589年8月17日（天正17年7月7日）夜、「大唐人」による花火を見物したというもの（『貞山公治家記録』『伊達天正日記』など）、1613年8月に徳川家康が駿府城で英国使節ジョン・セーリスと謁見した際、同行した明の商人から火の粉が筒から吹き出るような形状の花火を見せられたという記事（『駿府政事録』『宮中秘策』『武徳編年集成』）などがある（但し政宗の記事は元禄頃の編纂資料によるものであり、家康の記事と酷似するなど問題が指摘されている）。

#### 江戸時代
江戸時代になり、戦がなくなると、花火を専門に扱う火薬屋が登場した。徳川発祥の地である、岡崎を中心とした三河地方（現在の愛知県東部）は江戸時代、徳川幕府によって唯一、火薬の製造・貯蔵を公式に許可されていた。そのような歴史もあり花火は昔から岡崎を中心とした三河地方に普及発達し、全国に三河花火の名をほしいままにした。その名残か、現在においても三河とその東隣の遠州地方（現在の静岡県西部）周辺は全国的にみて煙火の製造業や問屋が多く集積している。
1648年には幕府が隅田川以外での花火の禁止の触れを出しており、花火は当時から人気があったとされる。当時のものは、おもちゃ花火であったと考えられる。1712年頃出版された絵入り百科事典『和漢三才図会』（寺島良安著）には、鼠花火、狼煙花火などが紹介されている。
花火禁止令が慶安元年（1648年）、寛文5年（1665年）、寛文10年（1670年）などにも出され、江戸中では、花火は全く行われないようになり、漸次地方へ移っていった。打ち上げ事故が起き、禁令が出されるということを繰り返したとされている。
2013年時点で現存する日本で最も古い花火業者は、東京（当時の江戸）の宗家花火鍵屋であり、1659年に初代弥兵衛がおもちゃ花火を売り出した。
鍵屋初代弥兵衛は大和国篠原（吉野郡、後に奈良県五條市）出身であり、幼少の頃から花火作りに長けていたと言う。1659年、江戸に出てきた弥兵衛は葦の中に星を入れた玩具花火を売り出した。弥兵衛はその後研究を続けて両国横山町に店を構え、「鍵屋」を屋号として代々世襲するようになり、現代に続いている（2018年時点で15代目）。その後、大型花火の研究を進め、1717年には水神祭りに合わせて献上花火を打ち上げている。
なお、隅田川川開きの花火の起源として、これまで広く流布していた言説に次のようなものがある。
しかし、このエピソードは、明治中期から昭和初期にかけて徐々に創られていったものであり、歴史的事実とはかけ離れている。例えば、コレラの日本国内での流行は、1822（文政5）年に西日本一帯で起きたのが最初であり、1730年代に流行したというのは事実に反する。詳細は「隅田川花火大会」を参照。
鍵屋と並んで江戸の花火を代表したのが玉屋である。玉屋は六代目の鍵屋の手代であった清吉が1810年に暖簾分けをして、市兵衛と改名の上、両国広小路吉川町に店を構えたのが始まりである。
「玉」と「鍵」は、どちらも狐が守護する物で、稲荷信仰が盛んだった江戸ならではの屋号名であった。
このように鍵屋、玉屋の二大花火師の時代を迎えるようになった江戸では、両国の川開きは、両国橋を挟んで上流を玉屋、下流を鍵屋が受け持つようになった。「たーまーやー」「かーぎーやー」というかけ声が生み出された。当時の浮世絵を見ると玉屋の花火は多く描かれており、また「橋の上、玉や玉やの声ばかりなぜに鍵やといわぬ情（じょう）なし」（「情」と鍵屋の「錠」をかけている）という狂歌や「玉屋だと またぬかすわと 鍵屋いい」という川柳が残っていることからも、玉屋の人気が鍵屋をしのいでいたと考えられる。しかし1843年5月16日（天保14年4月17日）、玉屋から失火、店のみならず半町（約1500坪）ほどの町並みを焼くという騒動があった。当時、失火は重罪と定められており、また偶然ながら将軍徳川家慶の東照宮参拝出立の前夜であったことから厳しい処分が下され、玉屋は闕所（財産没収）、市兵衛は江戸お構い（追放）となってしまい、僅か一代で家名断絶となってしまった。
当時は、鍵屋のような花火専門業者の花火は町人花火と呼ばれた。このほか、大名らが配下の火薬職人らに命じ、競って隅田川で花火を揚げたという。これらの花火は武家花火と呼ばれる。特に、火薬製造が規制されなかった尾張藩、紀州藩、水戸藩の3つの徳川御三家の花火は御三家花火と呼ばれ、江戸町人らに人気があった。また仙台の伊達家の武家花火も、伊達政宗以来の豪放な藩風を反映させ、仙台河岸の花火として江戸町人の人気を得て、見物人が大挙押しかけ、江戸藩邸近くの萬年橋の欄干が折れるという事故まで発生している。武家花火は、戦に用いる信号弾のようなものが進化したもので、狼煙花火と呼ばれ、いわば垂直方向に着目した花火であり、色や形を楽しむ仕掛け花火を中心とした、いわば平面に特化した町人花火とは方向性が異なった。この方向の違いを共に取り入れたのが現代の日本の花火技術である。
日本煙火芸術協会創立者で煙火に関する書物を数多く著した花火師の武藤輝彦（1921年 - 2002年）によれば、打揚花火は、1751年に開発されたとされている。それ以前の花火は、煙や炎が噴き出す花火であったと考えられている。
鍵屋は第二次世界大戦期に十三代天野太道が花火製造を取りやめ、2013年時点では打ち揚げ専業業者となっている。
花火に関しては特に江戸での記録が多く残っているが、これ以外の地方で花火が製造されなかったわけではない。特に、外国と交易のあった九州と、長野県、愛知県などでは、江戸時代から花火が作られていた。特に、三河国岡崎地方（愛知県岡崎市付近）は徳川家康の出身地ということで、火薬に関する規制が緩やかであり、江戸時代から町人が競って花火を製造した。2013年現在も岡崎周辺におもちゃ花火問屋が多いのはこの名残だといわれる。これ以外の日本国内での花火の主な産地は長野県、新潟県、秋田県、茨城県で、徳川家にゆかりのある地方が多い。
江戸時代の打ち上げ花火は総じて玉が小さく、幕末にようやく四寸玉が登場し、尺玉は存在しなかった。打ち上げ時間も夕方に始まり、日暮れには「月と星に空を譲る」という計らいの下、終了したとされる。打ち上げの間隔も長く、1晩で20発ほどしか上がらなかった。また淡いオレンジ色の放物線を描いて落ちる「流星」と呼ばれた地味な花火が主流であった。反面、仕込みに手間と時間がかかり、冬季から準備をする必要があった。価格も高く、1発上げるのに平均1両かかった。打ち上げの費用は船宿が8割・料亭が2割の負担だったが、そのまま客の利用代金に上乗せされたため、花火期間中の料金は高く設定された。

#### 明治時代以降

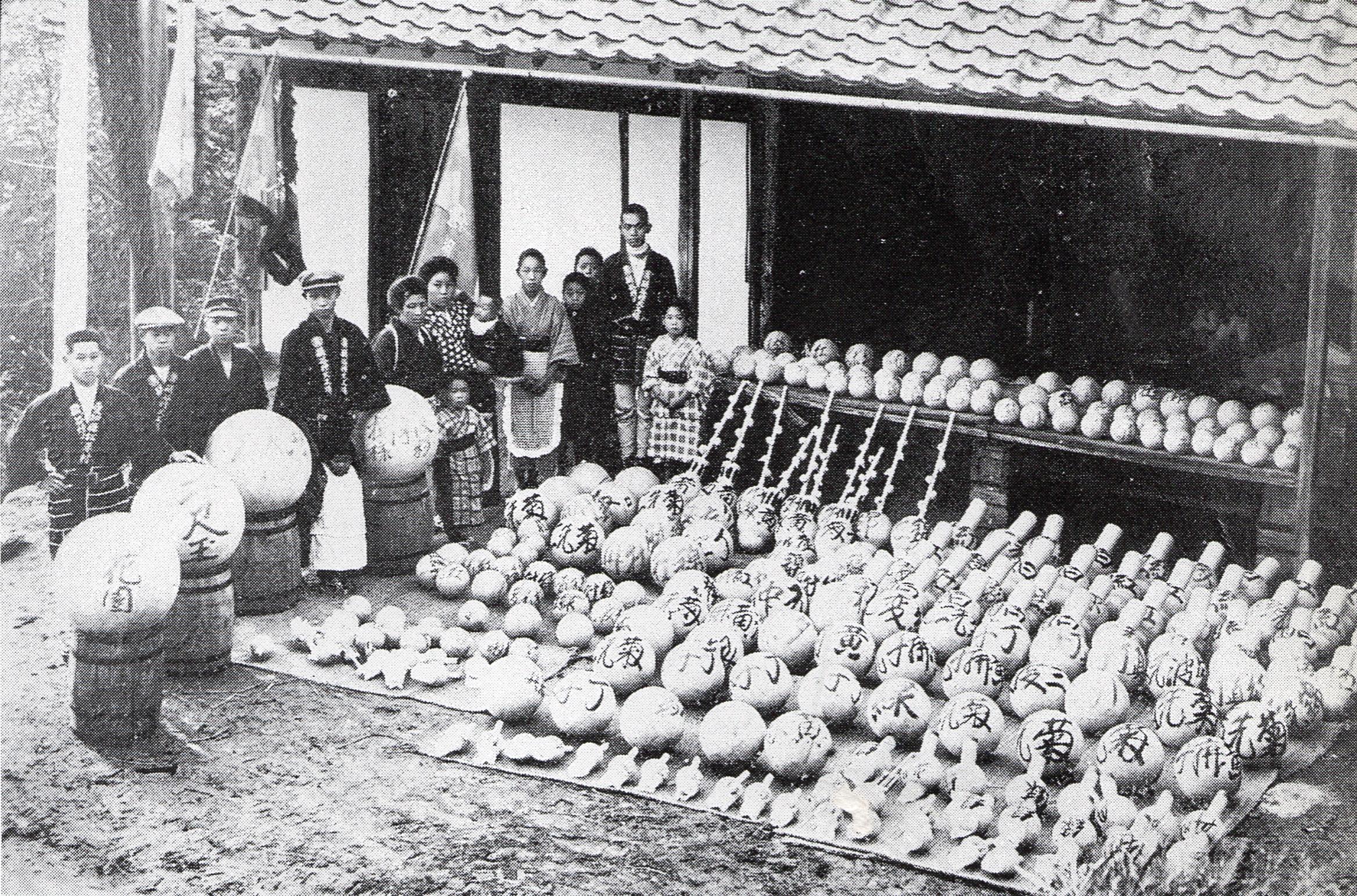
大正時代の花火工場（愛知県岡崎市）

ヨーロッパで18～19世紀に化学の発展によって新しい化合物が合成され、それらを原材料にした「西洋花火」が明治元年（1868年）に日本に初めて輸入された。
明治時代になると、海外から塩素酸カリウム、アルミニウム、マグネシウム、炭酸ストロンチウム、硝酸バリウムといった多くの薬品が輸入され、それまで炭火色といわれる橙色の強弱のみで表現されていた花火に新たな色彩が加わったばかりか明るさも大きく変化した。これらの物質の輸入開始は1879年から1887年にかけて段階的に行われ、日本の花火の形は大きく変化した。これ以前の技術で作られた花火を和火、これ以後のものを洋火と言い分けることもある。
円形型の花火が主流となるのは明治7年（1874年）以降、花火の色合いが派手になるのは明治20年（1887年）以降とされる。
新たな薬品によって多彩な色彩を持つ鮮やかな花火が誕生した反面、化学薬品に対する知識不足から相当な事故が発生したのも明治時代である。特に塩素酸カリウムは他の酸性薬品と混合すると不安定になり、僅かな衝撃でも爆発する危険性が高まる性質を有しており、和火時代の酸化剤として使用していた硝石と同様に扱った場合重大な事故を招く結果となった。
多彩な色彩を持った洋火を大規模に打ち上げた記録としては、1889年2月11日の大日本帝国憲法発布の祝賀行事で、皇居の二重橋から打ち揚げたものである。
それまで、花火の製造は打ち揚げには何の免許も規制も存在しなかったが、1910年に許可制となった。これ以前の地方の花火は、農家などが趣味で製造しているものが多かったが、この後、化学知識を駆使する必要から花火師の専業化が進むことになる。
大正期には発光剤としてのマグネシウムやアルミニウムなどの金属粉が登場し、夜空により鮮やかに大輪の華を咲かせられるようになった。また塩素酸カリウムに鶏冠石を混合した赤爆を編み出し、大きな発音効果を有す花火が完成していった。また青木儀作や廣岡幸太郎などの名花火師が登場したのも大正期である。
このように順調に技術を発展させていった花火であるが、昭和に入り、日中戦争など戦火が拡大する世界情勢下で、停滞期を迎えることになる。花火製造は禁止はされないかわりに高い物品税がかけられたが、それでも当初は出征兵士壮行の花火や、英霊を迎える慰霊花火など、慰霊祭や戦勝祈願の花火が上げられていた。しかし戦火の拡大により隅田川川開きの花火大会も1937年に中止となった。そんな中、花火製造業者は防空演習で使用する発煙筒や焼夷筒（焼夷弾の音を再現する）を製造していた。
第二次世界大戦敗戦後は1945年9月に長野市の諏訪神社で花火が揚げられるが、翌10月に連合国軍総司令部（GHQ）により火薬製造が禁じられた。しかし、1946年7月4日には、各地のアメリカ軍基地で日本業者がアメリカ独立祭の打ち揚げ花火を揚げ、戦後初の花火大会として1946年8月10日、岐阜市の長良川河畔で全国煙火大会（後に全国花火大会となる）、9月29日と30日に茨城県土浦市で開催された第14回全国煙火競技大会（後に土浦全国花火競技大会となる）、1947年の新憲法施行記念で皇居前広場（皇居前広場では最後の花火打ち上げとなった）などが行われた。
日本の花火製造業者の粘り強い説得により、1948年にはGHQが在庫花火の消費を許可。これを受け両国花火組合主催、読売新聞社が後援、丸玉屋小勝煙火店が単独で打ち上げる、両国川開きの花火大会が1948年8月1日に復活した。この時は打ち揚げ許可量僅か600発であったが、平和な時代の大輪の華に70万人の観客があった（『両国川開年表』）。
敗戦後はおもちゃ花火を含め、日本の花火は海外に多く輸出されたが、2013年時点では中国からの輸入量の方が多く、輸出は激減している。多くの花火業者は、2013年時点でも地元に根付いた零細・中小企業であり、技術を親の手から子の手へと伝える世襲制をとっている。

## 花火と文化

### 日本
日本では、夏の夜の風物詩とされている。一部の自治体では大規模な花火の打ち揚げを「花火大会」と称して行っている。花火大会の大半の開催時期は7、8月に集中している。

#### 伝統花火
主に歴史のある花火を紹介する。この中には手筒花火の様に地方公演も行うなど地域交流の1つともなっているものもある。
松下流綱火（茨城県つくばみらい市）
別名をからくり人形仕掛花火ともいう。1603年、小張藩主となった松下重綱が戦勝祝いなど陣中で行ったのが始まりとされる。江戸時代になると火難除けと五穀豊穣を祈って愛宕神社に奉納するようになった。
小張松下流綱火は民族芸能の人形芝居と花火を組み合わせた珍しい行事である。高さ10m程度の柱を3本立て、3本の大綱を中心に綱を張り巡らし、人形を操作するための櫓を組み、お囃子に合わせて人形を操りながら仕掛け花火で人形の姿を照らすというものである。
上演外題は『源平盛衰記』や『桃太郎』、安珍清姫日高川場などであり、お囃子も松下以外にも、巫女舞、繰こみ、三番臾など外題（げだい）によって様々である。
人形は外題により上演ごとに藁を束ねたものを使用する。また仕掛け花火の火薬の調合は、1807年の文書『万華火本』が現存しており、それに従った製法が守られている。
高岡流綱火（茨城県つくばみらい市）
「綱火」は、あやつり人形と仕掛花火を結合させ、空中に張り巡らせた綱を操作し、お囃子に合わせて人形を操るもので、別名をあやつり人形仕掛花火とも言う。その歴史は古く、慶長年間から続いており、それを中止すると村内は不幸に見舞われると言われている。
この綱火の起源について確かな記録は残っていないが、慶長年間の愛宕神社祭礼当日、黒蜘蛛と赤蜘蛛の空中での巣作りをみて、その動作から暗示を得て、藁で人形を作り、空中で演技をさせるようになったという。
その後このあやつり人形にたいまつや提灯をつけるようになり、火薬の伝来とともに花火の製造技術を研究し、人形に取り付け神社に奉納し、村内の安全を祈願したといわれる。現在は高岡地区に住む長男だけで組織される更進団により伝統が守られている。
秩父龍勢花火（埼玉県秩父市）
天正年間に始まったといわれる秩父市下吉田、椋神社秋の大祭に奉納される手造りの花火。長さ約15mのロケット花火が300 - 500mの高さまで打ち上げる。
三河手筒花火（愛知県豊橋市・東三河）
直径約10cm、長さは70-80cmの青竹の節をくりぬき、周囲を麻縄で巻きつけた手筒を使用した花火である。氏神に奉納する前日に内部には火薬をたたき詰め、奉納の当日は若衆が脇腹に抱えて点火する。すると炎が時には10メートルを超えて噴出すという勇壮なものである。
手力雄煙火（岐阜市長森）
毎年5月、9月、11月に方策を祈って手力雄命（たぢからおのみこと。手力男命とも）に奉納する花火である。神輿に取り付けた手筒花火や、舞火、滝花火などの種類がある。
流星（滋賀県米原市・近江他）
関ヶ原の戦いの際、関ヶ原から石田三成が本陣を構えた佐和山まで狼煙花火で連絡を取っていたのを真似て今日に伝えたと言われている。
流星で使用されているのは日本の伝統的な黒色火薬であるが、集落ごとに配合が異なり流派を形成している。
篠田の花火（滋賀県近江八幡市）
江戸中期に起源を持つ花火である。硝石と明礬を配合した上で糊を加え、板に絵や文字を描き、それを櫓に取り付けて火を放つというものである。

成羽愛宕神社奉納花火（岡山県成羽）
1704年に成羽領主の山崎義方が愛宕神社の勧請のための奉納花火を催したことに由来する花火大会である。

#### 花火大会一覧
日本の花火大会一覧を参照。

#### 花火の日
戦後、花火が解禁された1948年8月1日の記念に、東京本所厩橋で大規模な花火爆発事故の起きた1955年8月1日の追悼、世界最大ともいわれる教祖祭PL花火芸術の開催日8月1日の記念を兼ね、花火の日が8月1日に制定された（1967年制定）。このほか両国川開きが旧暦5月28日であったことから、5月28日も花火の日となっている。

#### サプライズ花火
サプライズ花火は事前に予告せずに打ち上げる花火である。シークレット花火ともいう。2020年代前半に新型コロナウイルス感染症の流行に伴い、密集を避けるため等の理由で度々行われた。

## 花火の法規制
花火の取り扱いには国ごとに法規制がある。がん具としての花火にも文化により法規制に違いがある。国によっては花火の爆音が銃声と混同されかねないことから、記念日以外は花火の使用を禁止していることもある。また、犬や猫、馬や家畜が恐怖からパニックを起こして怪我をしたり、野生動物が方向感覚を失って生息地から逃げ出したりすることもあることから、オランダでは一般消費者向けの花火の販売を禁止する法案が2025年に可決している。

### 日本

#### 火薬類取締法
火薬類取締法による規制がある。
- 製造
一般の火薬類と同じく煙火やがん具煙火の製造には許可が必要である[46]。
- 販売
一般の火薬類と同じく煙火の販売には許可が必要である（がん具煙火の販売には許可は不要）[46]。
- 火薬庫での貯蔵
一般の火薬類と同じく煙火の貯蔵には許可が必要である[46]。がん具煙火の貯蔵は25kg以下であれば許可は不要である[46]。
- 譲渡・譲受
一般の火薬類と異なり煙火やがん具煙火の譲渡・譲受には許可は不要である[46]。
- 運搬
一般の火薬類では100kg以上の運搬に届出が必要とされているが、煙火では600kg以上、がん具煙火では2t以上の運搬に届出が必要である[46]。
- 輸入
一般の火薬類と同じく煙火やがん具煙火の輸入には許可が必要である[46]。
- 消費
一般の火薬類と同じく煙火の消費には許可が必要である（がん具煙火の消費には許可は不要）[46]。一般の火薬類と同じく煙火の消費には、技術基準が定められているほか、18歳未満の取り扱いが禁止されている（がん具煙火にはこのような規制はない）[46]。
例えば、打上花火を揚げるには、各都道府県知事による煙火消費許可が必要であり、申請には一般人から俗に花火師と呼ばれる煙火店所属の技能認定証明である日本煙火協会発行の煙火消費保安手帳を保持した「煙火打揚従事者」を記載する。
- 廃棄
一般の火薬類と異なり煙火やがん具煙火の廃棄には許可は不要である[46]。

#### 消防法
消防法では危険物の扱いを受ける。

#### 航空法
航空法により、打ち上げる花火が到達する空域によっては、打ち上げが禁止される場合、または打ち上げる場合に事前に国土交通大臣への届出が必要な場合がある（制限表面も参照）。
また、災害発生時に緊急用務空域が指定された場合、花火の打ち上げに一時的に許可または通報が必要となる。

### アメリカ
日本の「がん具煙火」に相当する物は「consumer fireworks」(消費者向け花火、花火師が上げる物はprofessional fireworksと呼ばれる)と呼ばれる。それらの取り扱い（購入、所持、消費）には、州ごとに年齢制限（多くの州は16歳）があり、消費も年末年始や独立記念日前後に限られている場合が多い。

#### 規制が厳しい州
マサチューセッツ州は、第二次世界大戦に対応して使用禁止とした1943年以来、免許と許可証を持つプロ以外が火薬を使うことを禁止している。また、違法な花火利用による事故がたびたび起きていることも禁止令の解除を遠ざける理由となっている。
アイオワ州スペンサーでの1931年6月の花火大会事故で100棟以上を巻き込む火災に発展したため、アイオワ州議会は2017年（86年間）まで花火の販売を禁止していた。2017年以後も、販売・使用できる期間が毎年6月1日から7月8日、12月10日から1月3日までと定められている。
イリノイ州とバーモント州は、一定量以下の火薬を使った道具・手持ち式花火、クラッカーのようなノベルティ発煙具、蛇玉、発煙筒くらいしか認めていない。

### ドイツ
パーティー用クラッカーなど一部の品目を除き購入や消費に制限がある。

### イギリス
パーティー用花火（party popper）やクラッカーボール（throwdown）などを除き、がん具煙火の購入や消費などにも年齢制限（原則満18歳）がある。

### スウェーデン
手持ちスパークラー（handheld sparklers）やパーティー用花火（party popper）、噴水（ice fountain）などを除き、がん具煙火の購入や消費などにも年齢制限（原則満18歳）がある。

### ノルウェー
がん具煙火の購入や所持には年齢制限（満16歳）があるが消費に許可は不要。

## 花火による環境汚染
花火により、重金属の残留物、硫黄化合物、粒子状物質、その他の低濃度の毒性物質などを含有する煤煙が生じる。
これらの燃焼による副生成物は、原材料の混合の仕方により大きく異なってくる。
(例えば、バリウム塩を加えることで、花火の緑色を出すことがある。これらの物質には毒性のあるものも含まれる。)
また花火は過塩素酸塩の排出源にもなっているとされてきた。
アメリカ合衆国環境保護庁のリチャード・ウィルキンらは、環境中の過塩素酸塩による人体や野生動物への影響を念頭に置いて、水域上空での花火類の使用についての研究を行った。
過塩素酸塩の排出源は雷や特定の化学肥料からロケット燃料や爆発物中に含まれるものまで多岐にわたる。
科学者らは長年の間、地域の花火大会がもう一つの排出源となっているのではないかと疑ってきたが、ほとんど研究がなされていなかった。
ウィルキンの研究グループは2004年、2005年、2006年に花火大会の前後にオクラホマ州にある湖の水を分析することで、花火が過塩素酸塩汚染の原因の一つであることを立証した。
花火大会から14時間以内に、過塩素酸塩の濃度はバックグラウンド濃度の24倍から1,028倍へと上昇した。
24時間後に濃度は最大となり、20日から80日後には大会前の水準へと落ち着いた。
過塩素酸塩は固体塩の一種であり、地下水や表流水に容易に溶解し移動する。
過塩素酸塩が飲料水に混じっていると甲状腺のヨウ素の取り込みが阻害されることが知られている。
連邦全体での飲料水の基準は現在存在しないものの、いくつかの州では公衆衛生の目標や対策レベルを既に設定しており、最大基準値を確立しようしている州もある。
たとえば、アメリカ合衆国環境保護庁では飲料水と同様に環境への過塩素酸塩による影響が研究されている 。
またカリフォルニア州は過塩素酸塩使用に関する指針を発行した。
花火からの汚染物質は健康リスクについての懸念を招く。
大多数の人について長期にわたり多数の排出源からの低レベルの毒物へ暴露した場合の影響というのはよく分かってない。
一方でぜんそく患者や多種類化学物質過敏症の患者にとっては、花火からの煙が疾患を悪化させる可能性がある。

### アメリカ合衆国
マサチューセッツ州を含む複数の州は過塩素酸塩についての飲料水の基準を立法化してきた。
カリフォルニア州議会では2003年に過塩素酸塩汚染防止法(AB 826)が制定された。
この法律ではカリフォルニア州有害物質規制局(DTSC)に対して過塩素酸塩および過塩素酸塩の含有物質についての最適な管理方法を示す規制を採択するよう求めた。
この管理方法は2005年12月31日に採択され、2006年7月1日に施行された  。
またカリフォルニア州は飲料水の基準を2007年に制定した。
アリゾナ州、メリーランド州、ネバダ州、ニューメキシコ州、ニューヨーク州、テキサス州を含む複数の州では、強制性のない勧告基準を制定した。
司法もまた過塩素酸塩汚染に関連した判決も下してきた。
例えば、2003年にカリフォルニア州の連邦地方裁判所は、過塩素酸塩は発火性であり「特徴的に」有害な廃棄物であるを理由に、包括的環境対処・補償・責任法の適用を決定した。
中国の製造業者と協力し、汚染物質である過塩素酸塩を低減し、究極的には除去しようとしていると主張する米国企業も存在する。

### インド
インドでは都市部を中心に大気汚染が深刻化している中で、ヒンドゥー教の祭日であるディーワーリーの時期に鳴らされる爆竹が汚染レベルの悪化に拍車を掛ける傾向が見られた。2017年、インド最高裁判所は、ディーワーリ前後の期間の爆竹販売を禁止した

## 花火の事故

### 事故の態様

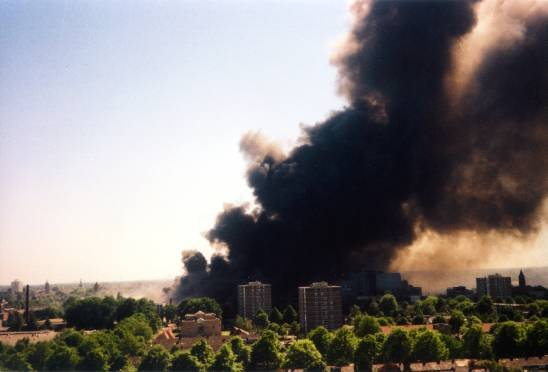
エンスヘデ花火保管倉庫爆発事故

花火の事故としては、花火工場における製造過程での事故と花火大会における実演時の事故とに大きく分けられる。
打上花火（打揚花火）などの煙火による事故には、筒ばね、過早発、低空開発、黒玉、地上開発、部品落下、異常燃焼、異常飛翔、残滓、火災などがある。
筒ばね
煙火玉が打揚筒の内部で破裂するもの。
過早発
煙火玉が打揚筒からの発射直後に開発する（開いてしまう）もの。
低空開発
煙火玉が地上に危険を及ぼすほど低い高度で開発する（開いてしまう）もの。
地上開発
煙火玉が上空で開発せず（開かず）地上に落下して開発する（開く）もの。
黒玉
打上花火（打揚花火）で発射された煙火玉（打揚玉）が開発せず（開かず）に落下したものをいう。
部品落下
煙火の構成部品が危険な状態で落下するもの。
残滓
割薬等の燃えかすが落下したもののうち着火原因とならなかったもの。
一方、がん具煙火については、幼児を中心とした火傷や火花による火災が発生している。また、パーティーの余興での誤った使用による事故例もある。

### 花火が直接の原因の事故
墨田区花火問屋爆発事故
1955年8月1日午後1時頃
東京都墨田区厩橋で、おもちゃ花火を扱う卸問屋の経営する花火工場が爆発。死者18人。
 東京宝塚劇場火災
1958年2月1日16時15分
無許可で演出のために使われた花火が引火。劇団員3人が死亡。以後劇場での花火の使用に厳しい規制がかけられる。特に東京都では全面禁止となった（1985年に一部規制緩和）。
 上郷村花火工場爆発事故
1959年5月29日午後2時25分頃
長野県下伊那郡上郷村（現・飯田市）で死者7人を出した事故。花火工場に近接した小学校校庭で体操をしていた小学6年女子児童1人が爆風で死亡。花火製造への規制が強化される一因となる。
 岩槻花火工場爆発事故
1969年（昭和44年）12月1日午後9時頃
埼玉県岩槻市美幸町にあった信号弾、花火を製造する工場で爆発事故が発生。2人死亡、8人が重軽傷。同社は1960年にも2人が死亡する爆発事故を起こしていた。
 横浜花火大会爆発事故
1989年8月2日
山下公園前海上の台船で打ち上げていた花火の火が、他の打ち上げ前の花火に引火し花火玉325個が爆発。花火師2人が焼死、負傷者7人（神奈川新聞花火大会）。
 ブライト・スパイクラーズ花火事故
1991年5月7日午後3時45分頃
マレーシアセランゴール州の花火工場で、検査中の花火が爆発して更に工場内に保管してあった爆薬に誘爆し、26人の死者と103人の負傷者を出す。周辺部の建物にも甚大な被害を及ぼし、当局による安全基準策定の切っ掛けとなった。
 茨城県守谷町花火工場爆発事故
1992年6月16日
煙火製造工場内倉庫、薬品庫で爆発が発生、工場内で3人死亡、負傷者58人。
 エンスヘデ花火保管倉庫爆発事故
2000年5月13日
オランダのエンスヘデにあった花火保管倉庫に保管されていた100tの中国製花火が爆発し、街にオランダ史上第二次世界大戦以来と言われる壊滅的被害を与えた。20人以上が死亡、900人以上負傷、1,000人が住居を失った。原因は、倉庫の所有者による放火だと考えられている。被害総額8,900万ドル。
 勝毎花火大会女児死亡事故
2002年8月14日
第53回勝毎花火大会で、二尺玉花火の破片 (3.4kg) が観客席に落下、小学3年生が直撃を受けて死亡。この事故を受けて、北海道は安全距離基準を改定した。
 鹿児島県南国花火製造所爆発事故
2003年4月11日
煙火製造工場内の配合所、火薬類一時置場を含む複数箇所で爆発が発生、10人死亡。この事故により法令が改正され、雷薬などの配合工程において導電性のある器具の使用義務が定められたほか、この工程における停滞量・人数が従来より縮小され、原材料に使われる金属の保管場所は危険区域外へ設置しなければならなくなった。
 中国赤峰市での爆発事故
2012年1月10日
中国内モンゴル自治区赤峰市元宝山区で、野外販売中の花火に実演として点火したところ、売り物に引火し爆発した。5人が死亡、8人が負傷。
 中国杭州市での爆発事故
2012年10月13日
中国浙江省杭州市での第14回西湖国際博覧会開幕イベントの花火大会で、花火が暴発し、観客100人以上が負傷した（報道時点で死者はなし）。
 アメリカ合衆国での暴発事故
2012年7月4日
アメリカ合衆国サンディエゴの独立記念日花火大会で、コンピュータのプログラムミスにより、2万発を17分かけて打ち上げるはずが15秒で全て打ち上げてしまった。死者・負傷者はなし。

 ナイジェリアでの爆発事故
2012年12月26日
ナイジェリア最大の都市ラゴスの人口密集地にある花火保管庫で大規模な火災と爆発が起こった。少なくとも1人が死亡、30人が負傷した。
 インドネシア、ジャカルタ花火工場爆発事故
2017年10月26日
ジャカルタ近郊の花火工場で爆発、死亡47人以上、負傷34人以上。
 静岡県浜松市花火工場爆発事故
2018年6月28日
浜松市の煙火製造工場で爆発が発生、従業員ら2人死亡。
 トルコ、サカリヤ県花火工場爆発事故
2020年6月16日
トルコ、サカリヤ県の花火製造工場でコロナ禍で売れ残っていた大量の花火が爆発、死亡・行方不明7人、重軽傷108人。
 タミル・ナードゥ州ヴィルドゥナガル県の爆竹工場爆発事故
2021年2月12日
インド、タミル・ナードゥ州ヴィルドゥナガル県で違法操業をしていた爆竹工場で爆発。少なくとも19人が死亡、数十人が負傷。
 ナラーティワート県の花火倉庫爆発事故
2023年7月29日
タイ王国ナラーティワート県の花火倉庫で溶接中の火花が花火に引火。爆発が発生して子供を含む10人以上が死亡、100人以上が負傷。家屋100軒以上が損壊。

### 花火大会での群集事故
両国橋落下事故
1879年8月10日
両国川開きの際、車の通る間だけ空いているほど混み合う見物人により、両国橋欄干が崩れ、見物人たちが川に転落、花火は途中中止となる。死傷者数十人に上る惨事となった。
 萬代橋事件
1948年8月23日
「新潟まつり」の前身にあたる「川開き」の花火大会の際、打ち上がり始めたスターマインを見ようと、観衆が一斉に萬代橋下流側の欄干に殺到し欄干が落下、約100人の観衆が信濃川に転落。死者11人、重軽傷者29人。これ以降、花火大会の際には萬代橋を含む信濃川に架かる橋梁上での立ち止まっての花火見物は禁止されている。
 明石花火大会歩道橋事故
2001年7月21日
花火大会の観客が歩道橋で群集雪崩を起こし、死者11人・負傷者247人の大惨事に。警察・自治体の警備や対応の不備が浮き彫りになる（大蔵海岸#事故も参照のこと）。
 ケララ州ヒンドゥー教寺院爆発事故
2016年4月10日
インド、ケララ州のヒンドゥー教寺院で行われた花火大会で、打ち上げた花火が保管場所に落下して爆発。数千人の群衆がパニック状態に陥ったことで100人超が死亡、200人超が重軽傷を負った。花火大会は地元当局が不許可としたにもかかわらず強行されたものであった。

### 花火大会周囲の不注意による事故
2013年福知山花火大会露店爆発事故
2013年8月15日
ドッコイセ花火大会に隣接する露店が、ガソリン携行缶で発電機に給油中に気化したガソリンに引火したことで爆発。死者3名、負傷者59名。

### 賠償事例
- 2017年、アメリカ合衆国オレゴン州の森林に花火を投げ込み大規模な山火事を発生させた少年に対し、約3,700万ドルの損害賠償請求が行われた例がある[86]。

## 比喩表現
野球で両チームが本塁打を打ち合い、点の取り合いになる状況を「花火大会」と形容する。この場合、冒頭に球場名が付く事もある。